# Judicis de Nuremberg

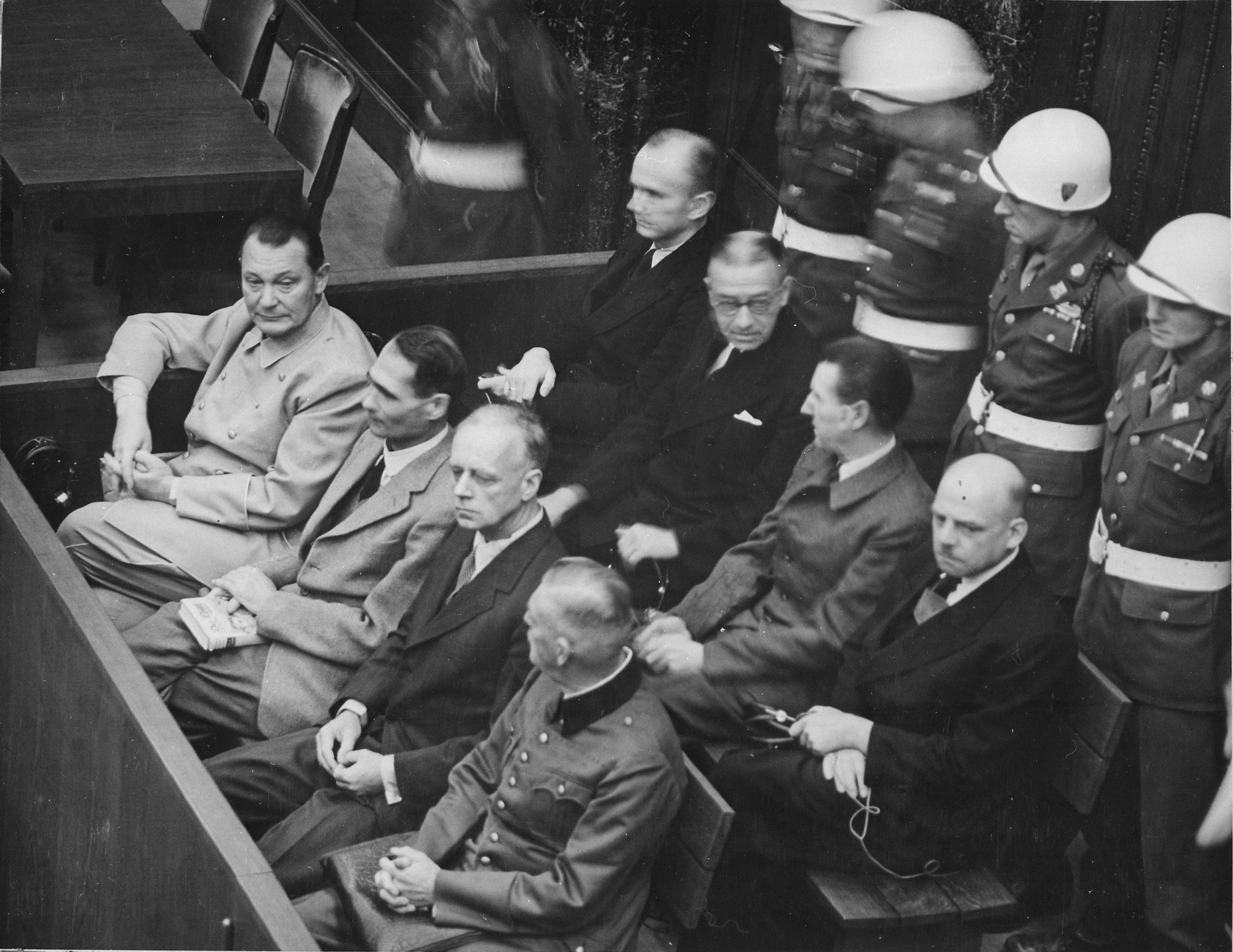
Acusats. Davant, de dalt a baix: Hermann Göring, Rudolf Hess, Joachim von Ribbentrop, Wilhelm Keitel. Darrere, de dalt a abaix: Karl Dönitz, Erich Raeder, Baldur von Schirach i Fritz Sauckel.

El procés de Nuremberg dut a terme per les potències aliades contra 24 dels principals líders del Tercer Reich acusats de conspiració, crims contra la pau, crims de guerra i crims contra la humanitat es va celebrar del 20 de novembre del 1945 a l'1 d'octubre del 1946 i constitueix la primera aplicació pràctica d'una jurisdicció penal internacional.
Sobre la base de diversos acords entre els Aliats, aquest procés es portà a terme sota la jurisdicció del Tribunal Militar Internacional de Nuremberg, llavors zona d'ocupació dels Estats Units. El tribunal es va reunir en execució del Tractat signat el 8 d'agost de 1945 pels governs dels Estats Units d'Amèrica, el Regne Unit de Gran Bretanya i Irlanda del Nord, la Unió Soviètica i el Govern provisional de la República Francesa, per tal de jutjar els dirigents de Tercer Reich. Es van invocar quatre càrrecs d'acusació: conspiració, crims contra la pau, crims de guerra i crims contra la humanitat. Aquest darrer punt era una noció parcialment nova.
L'elecció dels acusats es veié limitada per l'absència de diversos dirigents nazis d'alt nivell, que per la seva mort o per la seva fugida escaparen a l'acció de l'acusació. Des del punt de mira de la premsa internacional, el judici va ser interromput diverses vegades per les tensions creades pels advocats dels acusats o fiscals, o fins i tot per un dels jutges. Però malgrat aquestes dificultats i altres incompatibilitats de perspectiva que es manifestaren també durant les deliberacions, el judici es dugué a terme de manera força tranquil·la o lenta per a molts observadors.
El final de procés comportà la condemna a mort per penjament de dotze dels condemnats: Martin Bormann (In absentia), Hans Frank, Wilhelm Frick, Hermann Göring (que se suïcidà just abans de l'execució de la sentència), Alfred Jodl, Ernst Kaltenbrunner, Wilhelm Keitel, Joachim von Ribbentrop, Alfred Rosenberg, Fritz Sauckel, Arthur Seyß-Inquart i Julius Streicher. Es van dictar penes de presó en diversos graus, fins i tot cadena perpètua, contra Karl Dönitz, Walther Funk, Rudolf Hess, Konstantin von Neurath, Erich Raeder, Baldur von Schirach i Albert Speer. Finalment, Hans Fritzsche, Franz von Papen i Hjalmar Schacht foren absolts
Es van dur a terme altres processos sobre els fets descoberts durant aquestes audiències: Seguint aquest exemple, un grup similar, el Tribunal Militar Internacional per a l'Extrem Orient, es va reunir per jutjar els crims comesos en el front del Pacífic. Es van fer moltes crítiques que apuntaven problemes quant a la forma i el fons del procediment triat.
El procés de Nuremberg va permetre de posar certes regles, assumides a continuació pels defensors de la justícia internacional, i ha passat a la història com la primera aplicació d'una condemna per «crims contra la humanitat».

## Precedents històrics
Napoleó és un dels primers caps d'estat o responsable polític a propòsit del qual es va plantejar la idea que fos jutjat penalment per una tribunal internacional:
| «                                                                          | La idea, proposada especialment a Anglaterra, de fer-lo jutjar pels membres de tots els sobirans d'Europa té alguna cosa seductora; seria el més gran i el més imponent dels judicis que mai s'haguessin vist en el món; podríem desenvolupar-hi els millors principis del dret internacional ... i acabés com acabés, seria un gran monument a la història. | » |
| — Joseph de Maistre en una carta al Comte de Front el 27 de juliol de 1815 | |   |

Una de les primeres jurisdiccions multinacionals data de 1899, quan es forma el Tribunal Permanent d'Arbitratge: encara existeix, però mai ha reconegut tenir la jurisdicció penal.

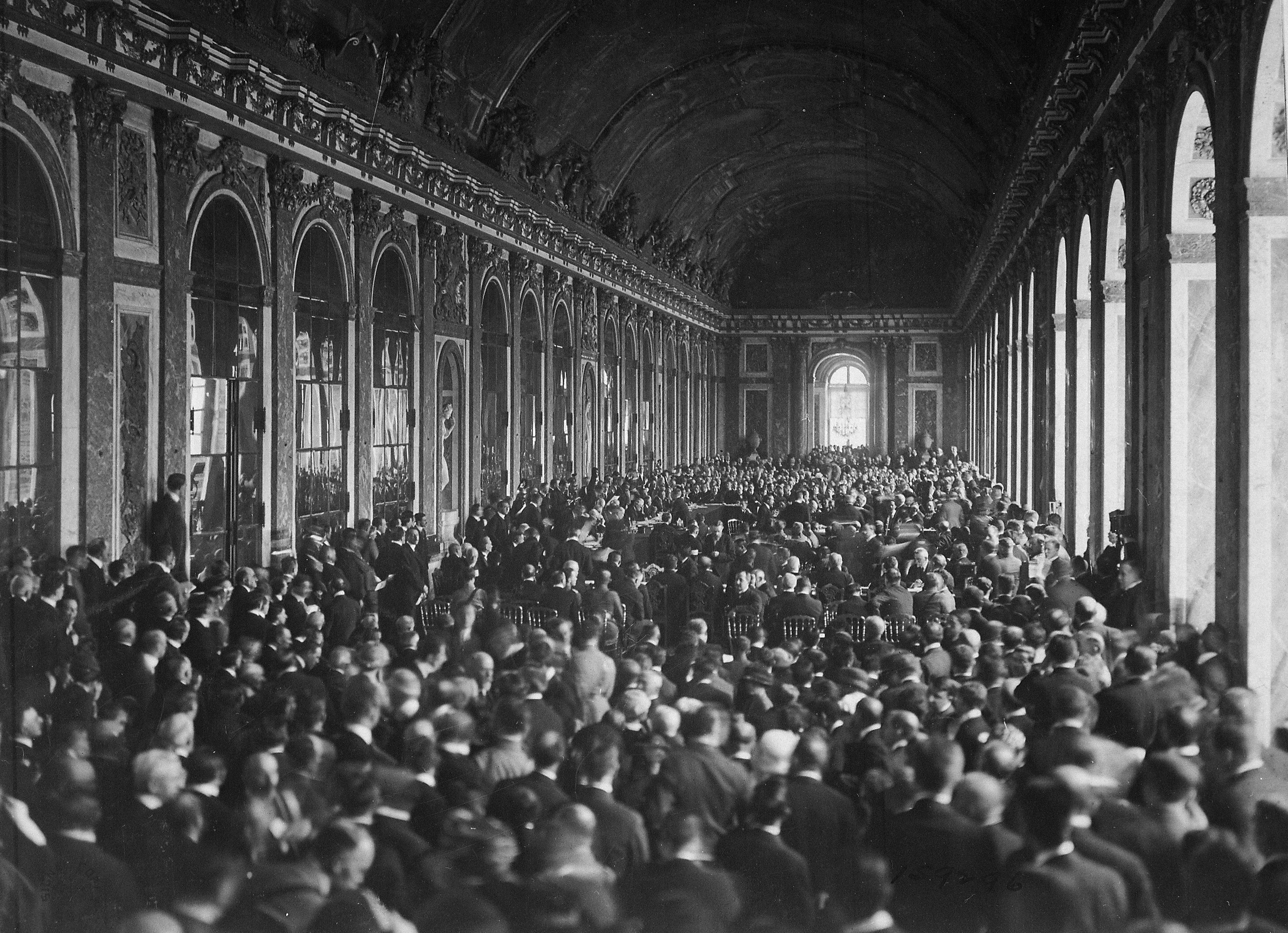
Signatura del tractat de 1919, Galeria dels Miralls, Versalles

La idea precisa d'una jurisdicció internacional penal data de la Primera Guerra Mundial, i es deriva dels tractats que van posar-hi fi:
- El Tractat de Versalles estableix, en el seu article 227, l'acusació de l'emperador Guillem II, "per un delicte suprem contra la moral internacional i l'autoritat sagrada dels tractats". També preveu que es constitueixi un tribunal especial format per representants dels Estats Units d'Amèrica, l'Imperi Britànic, França, Itàlia i el Japó. L'article 228 demana l'enjudiciament dels criminals de guerra, posats a disposició pel nou Reich, que ha d'extradir-los sota petició.
- A l'article 230, el Tractat de Sèvres preveu l'extradició per part de l'Imperi Otomà dels criminals de guerra per al seu judici per un tribunal internacional.

Però aquestes disposicions no pogueren ser aplicades en la pràctica:
- El govern neerlandès, a recer del qual s'havia refugiat Guillem II, es negà a lliurar-lo, en referència al principi de no retroactivitat de les lleis. Per tant, el judici no va tenir lloc.[3]

- La República de Weimar explicà als aliats que l'extradició suscitaria una ferotge oposició pública, que augmentaria la inestabilitat del govern. El judici dels criminals de guerra, o almenys d'una part d'ells, per tant, va tenir lloc, doncs, a Alemanya, davant el tribunal del Reich de Leipzig del maig de 1921 el desembre de 1922. El resultat no estigué a l'altura de les expectatives: de 901 acusats, 888 van ser absolts. Els altres 13 van ser condemnats a lleus penes de presó que no van complir.[4]
- El Tractat de Sevres no fou ratificat; el Tractat de Lausana, que el reemplaçava, no preveia les mateixes disposicions enfront de la nova República de Turquia.

En 1922 comença a funcionar Tribunal Permanent de Justícia Internacional. Com els seus predecessors, no té competències en l'àmbit del penal. Es va dissoldre el 1946 amb la fundació de l'Organització de les Nacions Unides.

## Maduració durant la Segona Guerra Mundial

### Primeres declaracions
En una data tan primerenca com el 17 d'abril de 1940, els governs britànic i francès i el govern polonès a l'exili van denunciar "la persecució dels polonesos [i] el tractament atroç infligit a la comunitat jueva a Polònia." El 25 octubre de 1941, quan se li va preguntar sobre els principals objectius de la guerra, Winston Churchill recordava la "sanció dels delictes comesos en els països ocupats per Alemanya" i albirava una repressió ràpida.
El 12 de juny del 1941, representants de vuit governs a l'exili, així com els del Comitè Nacional Francès (CNF), signen Declaració del Palau de Saint James, en la qual expressaven la seva voluntat de jutjar els criminals de guerra a través de l'establiment d'un tribunal internacional, elaborant durant la guerra el marc del futur procés.
El 17 de desembre de 1942, una declaració interaliada publicada simultàniament a Londres, Moscou i Washington, condemna els plans de Hitler d'exterminar els jueus. Els governs dels països ocupats, així com el CNF, afirmen llur voluntat de « castigar els culpables en la mesura dels seus crims. » De tota manera, la naturalesa i els mitjans del càstig no són més explícits que en la declaració de Saint-James.
El 30 d'octubre del 1943, al mateix temps que es crea la « comissió de crims de guerra de les Nacions Unides », Cordell Hull, Anthony Eden i Viatxeslav Mólotov, els tres ministres d'Afers Estrangers dels aliats, van redactar una declaració inspirada pels seus dirigents : la « declaració de Moscou ». Allà es diferencien dos tipus de criminals de guerra: els que van cometre llurs crims en un sol país, i aquells els actes dels quals havien tingut lloc en diferents països. Si bé els primers havien de ser jutjats pel país en el qual s'havien perpetrat els crims, els altres havien de ser castigats « en virtut d'una decisió comuna dels governs aliats ». Es posa per davant la importància de l'envergadura geogràfica dels crims, però no pas la importància dels crims en ells mateixos.

### Comissió de crims de guerra de les Nacions Unides
L'octubre del 1943 es va crear una comissió per investigar els crims. La integraven les nacions ocupades (Bèlgica, Xina, Grècia, Luxemburg, Noruega, Països Baixos, Polònia, Txecoslovàquia, França) i altres que també combatien contra l'Alemanya nazi i els seus aliats (Sud-àfrica, Austràlia, Canadà, Estats Units, Índia, Nova Zelanda, Regne Unit). La Unió Soviètica, que volia cadascun de les seves repúbliques ocupades estigues representada, en no obtenir satisfacció, no formà part de la comissió. Mancada de mitjans, la comissió només va obtenir minsos resultats. La seva reflexió sobre qüestions jurídiques determinarà, emperò, un marc de referència relatiu als advocats que prepararan el futur procés.

### Discussions al més alt nivell

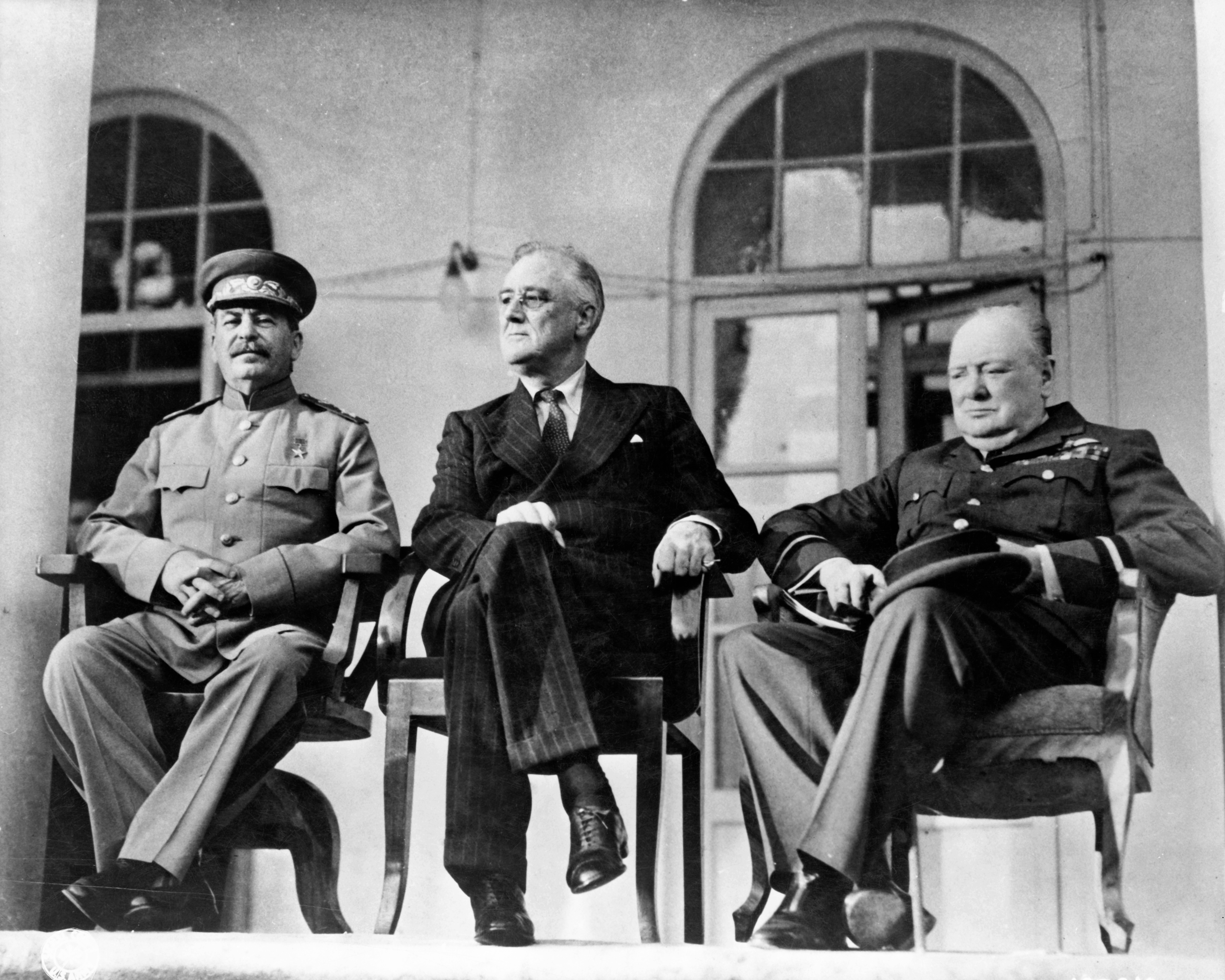
Els Aliats a la conferència de Teheran

Winston Churchill, Franklin Delano Roosevelt i Ióssif Stalin discutiren sobre diverses opcions per tal perseguir els responsables nazis. Però les posicions dels Aliats eren alhora precises i antagòniques: els anglesos, partidaris dels judicis després de la Primera Guerra Mundial no desitjaven repetir les paròdies de procés. Tot esperant que els principals responsables del Tercer Reichs se suïcidessin o que el poble decidís la seva sort, Churchill desitjava fer executar, sense procés, alguns responsables, la llista dels quals s'havia d'establir. Va rebre el suport de Roosevelt. Els russos, per veu de Stalin, evoquen a la conferència de Teheran, l'execució de «50.000 oficials alemanys». Quan Churchill, amb el suport garantit de Roosevelt per a les execucions extrajudicials, arriba a Moscou l'octubre del 1944 per obtenir-lo de Stalin, aquest es nega a donar-li-ho. No vol execucions sense procés, malgrat les exhortacions de Churchill que assenyala les llacunes del dret internacional.
Al final de la conferència de Ialta, Churchill, de conformitat amb la declaració de Moscou, reformula la seva petició que els principals criminals de guerra siguin executats.
Al final de la guerra, les posicions dels angloamericans es modifiquen. L'arribada al poder de Harry S. Truman canvia l'actitud del govern estatunidenc, i el nou president rebutja les execucions sumàries. De Gaulle, consultat per una persona propera a Roosevelt l'abril del 1945, és favorable igualment a un procés més que no pas a les execucions. El 3 de maig del 1945, el gabinet de guerra britànic renuncia: havent estat assassinat per la multitud Benito Mussolini, i havent-se suïcidat Adolf Hitler i Joseph Goebbels, els britànics s'alineen amb la posició dels seus principals aliats. Finalment, és la conferència de Potsdam la que fixa la sort dels enemics de les forces aliades, tant en el front europeu com en el front asiàtic.

## Creació del tribunal de Nuremberg

### Preparació

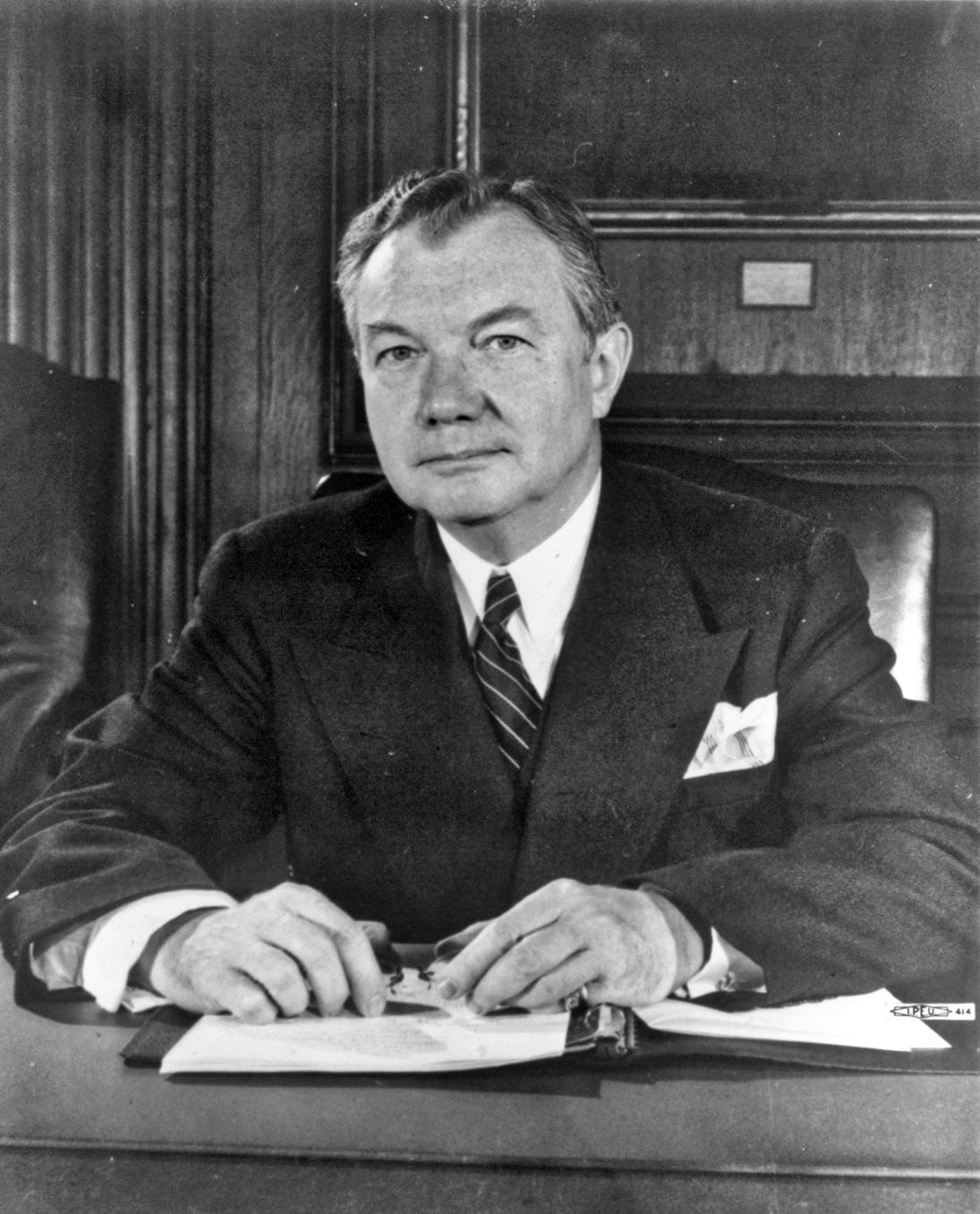
Robert H. Jackson

Harry S. Truman encarregà la preparació del procés a Robert H. Jackson, jutge associat al Tribunal Suprem i antic Procurador General dels Estats Units. Persona propera a Roosevelt, Jackson havia legitimat en el pla jurídic l'ajut aportat als aliats pels Estats Units abans de la seva entrada en la guerra. En un dels seus primers informes a Truman quant a l'objectiu del procés, fa partícip al president de les seves conviccions:
| « | El procés que ara endeguem contra els principals inculpats sorgeix del pla de dominació nazi, i no d'actes individuals de crueltat que es produïssin fora de tot pla concertat. El nostre procés ha de ser una història documentada del que va ser, al nostre parer, un pla integral dissenyat per instigar atacs i actes de barbàrie que han indignat el món. | » |

### Negociacions entre americans i britànics
El 20 de juny del 1945, l'equip estatunidenc dirigit per Jackson arriba a Londres per tal de negociar amb la delegació britànica. Aquesta estava dirigida pel procurador general David Maxwell Fyfe, que fou reemplaçat després de la victòria dels laboristes per Hartley Shawcross. Les discussions se centraren en dues qüestions preliminars: ha d'organitzar-se un únic gran procés o molts, i cal centrar les actuacions en els crims de guerra o en el complot nazi per dominar Europa?
Aquesta darrera qüestió era primordial per als americans: aquests estaven a favor d'un procés centrat en l'acusació de conspiració i en la de « crims contra la pau », amb un nombre limitat d'acusats i proves decisives, fins i tot si aquestes fossin poc nombroses. També eren partidaris de jutjar les organitzacions que foren, segons ells, els principals instruments del complot. Els britànics, per la seva banda, desitjaven un procés molt curt, de menys de dues setmanes. Però no s'oposaren als estatunidencs, i proposaren els primers noms dels futurs acusats.

### Discussió amb els francesos i els soviètics
El 24 de juny de 1945, la delegació francesa arriba a Londres. Estava formada pel jutge Robert Falco i el professor André Gros, membre de la comissió de crims de guerra de les Nacions Unides. El 25 de juny és la delegació soviètica la que es presenta: el general Iona Nikíttxenco, conegut pel seu paper en els simulacres de procés de Moscou, i el professor Aron Nàumovitx Trainin.
Aquestes dues delegacions estaven en desacord amb la posició angloamericana: ni els francesos ni els soviètics acceptaven que les nocions de « complot » i de « crims contra la pau » estiguessin al cor del procés. Ambdós països havien estat greument tocats pels crims de guerra, i ambdues delegacions pensaven que era justament aquesta noció la que havia d'estar al centre del procés. Per al professor Gros, una guerra d'agressió no és un crim per naturalesa: és la manera criminal de dur-la a terme la que posa als alemanys al banc dels acusats.
A més, el procés va ser posat en qüestió pels soviètics, que volien igualment que el procés es dugués a terme en la seva zona d'ocupació, al Berlín Oriental i no pas a Nuremberg, en la zona d'ocupació americana, tal com proposaven les altres delegacions de l'acusació. Nogensmenys, després de la conferència de Potsdam, Stalin s'avingué a l'opinió dels aliats: el « complot » formaria part del cos de l'acusació, el procés tindria lloc a Nuremberg, vila simbòlica del nazisme. La seu permanent del tribunal, tanmateix, es va fixar a Berlín. Els acords de Londres, signats el 8 d'agost de 1945, defineixen el conjunt de normes del tribual.

## Estatut del Tribunal militar internacional
Part integrant dels acords, l'estatut fixa les regles de funcionament del tribunal, que es basarien en un procés de tipus anglosaxó. L'estatut també definia els càrrecs.

### Crims contra la pau i conspiració
Els crims contra la pau són « la direcció, la preparació, la iniciació o la recerca d'una guerra d'agressió, o d'una guerra de violació dels tractats, pactes o acords internacionals, o la participació en un pla concertat o en un complot per a l'acompliment d'un qualsevol dels actes precedents ». Aquesta definició precisa més endavant que tots els acusats, sense excepció, han participat en una conspiració per cometre crims contra la pau, crims de guerra i crims contra la humanitat. Els autors exposen així la noció de crims contra la pau i la noció de conspiració. Tots els acusats seran inculpats de conspiració, i gairebé tots de crims contra la pau.
Aquesta és una gran novetat: la guerra, fins ara considerada com la prerrogativa d'un Estat sobirà, ara pot ser considerada un delicte en el dret internacional.

### Crims de guerra
La definició de crims de guerra no ha canviat gens ni mica des de principis del segle xx : es tracta de violació de les lleis i costums de la guerra, entre els quals l'assassinat i els maltractaments de les poblacions civils o militars, deportació de poblacions civils, l'execució d'ostatges, el pillatge de béns, la devastació o destrucció de pobles i ciutats sense motiu, etc. De tota manera, els aliats només perseguiren els crims comesos sobre les persones que es trobaven sota el poder dels nazis, i no pas els comesos en enfrontaments directes entre bel·ligerants o de bombardejos d'objectius no militars.

### Crims contra la humanitat
La definició de crims contra la humanitat no va ser fixada fins que no s'hagueren examinat un total de quinze versions diferents. La versió adoptada inclou en aquesta noció « l'assassinat, l'extermini, la reducció a l'esclavatge, la deportació i tot acte inhumà comès contra totes les poblacions civils, abans o durant la guerra, o bé les persecucions per motius polítics, racials o religiosos, quan aquests actes o persecucions, hagin constituït o no una violació del dret intern del país on s'han perpetrat, hagin estat comesos després de qualsevol crim que sigui competència del tribunal o estigui relacionat amb aquest crim. ». Aquesta definició és parcialment nova : si bé la noció ho és, la definició es pot recolzar en el tractat de Sèvres així com en els principis generals del dret intern i del dret internacional · 
Aquesta noció està limitada en el temps: els crims anteriors en el començament de la guerra i posteriors al 8 de maig de 1945 no entren dins de la jurisdicció del tribunal, llevat que tinguin un vincle amb la "conspiració ", com en el cas de l'Anschluss. Per tant, les persecuciibs dels jueus abans de 1939, a Alemanya, en particular, es persegueixen per considerar-les com a "mesures militars" destinades a atènyer els objectius de la guerra. És el punt de vista anglosaxó el que està recollit en aquesta definició, oposada a la idea d'André Gros, que hauria destijat fer de les persecucions un crim independent. Jackson i Maxwell Fyfe no estan disposats a jutjar aquestes mesures, assumptes interns d'Alemanya, a Nuremberg, d'una manera que no fos connectant-les al complot.

### Responsabilitat i imparcialitat
L'article 7 de l'Estatut precisa que la situació oficial d'un acusat com a alt responsable no és considerada com una circumstància atenuant, i no comporta doncs cap disminució de pena. El tribunal precisa que els representants d'un Estat no podran ser protegits si són reconeguts com a criminals pel dret internacional.
L'article 8 de l'Estatut estableix que els responsables incriminats que hagin obeït a llur govern o a altres superiors jeràrquics poden veure disminuïda la seva pena, però sense que això els deslliuri de la seva completa responsabilitat.
L'article 16 enuncia que el judici serà just i que l'acusat pot triar lliurement els seus advocats, fins i tot entre els coneguts per les seves simpaties amb el règim nazi.
L'article 19 i l'article 21 plantegen les normes específiques que el Tribunal adoptarà per a l'administració de les proves dels fets atribuïts als acusats: procediment ràpid i no formalista; es donen per fet els fets de notorietat pública; els documents i informes oficials dels governs de les Nacions Unides, inclosos els preparats pels Comitès establerts en els diversos països aliats seran considerats com a proves autèntiques.

## Elecció dels acusats

### Elaboració de la llista
En el moment de la trobada entre les delegacions estatunidenques i britàniques, aquests últims van proposar una llista de deu noms, tots detinguts pels britànics i els americans i que havien tingut càrrecs, llevat de Julius Streicher, d'alta responsabilitat en el si del règim nazi. Per a la major part, eren els fidels de la ideologia nazi i de Hitler, des del principi. Aquestes deu persones presents en aquesta primera llista eren molt fàcils d'incriminar. Les britànics completaren tot seguit aquesta primera proposta, i van afegir-hi set nom addicionals, entre els quals el d'Adolf Hitler, la mort del qual encara no s'havia provat. Els americans acceptaren la llista.
Entre la signatura dels Acords de Londres, el 8 d'agost de 1945, i l'obertura oficial del procés, el 18 d'octubre del 1945, les quatre delegacions es reuniren per establir la llista definitiva d'acusats.: Adolf Hitler en fou retirat i s'hi van afegir vuit nous noms.
Al costat de l'acusació de persones físiques, una de les innovacions del judici de Nuremberg és la implicació dels grups complets de persones, culpables de la seva afiliació a una o més de les organitzacions acusades. Així Murray Bernays, un advocat nord-americà a qui hom deu igualment l'elaboració de la noció de "conspiració", esperava poder provocar condemens massives, tot evitant dos esculls: la impossibilitat d'organitzar molts judicis individuals i la proclamació d'una culpa col·lectiva alemanya, contrària a la llei. Així doncs, aquest procediment permet demostrar que una organització és criminal; llavors, en el cas de les persones, només queda demostrar la seva afiliació a aquesta organització, que no és suficient en si mateix per justificar una condemna.
Aquesta demanda de càstigs massius fou causada pel descobriment per part de l'opinió pública dels camps de concentració: un dels periodistes que van efectuar-hi la visita, John Pulitzer Jr., editor d'un diari nord-americà, reclamava la mort de més d'un milió de nazis. A més, els funcionaris militars demanaren en una circular de 26 d'abril de 1945, la detenció de dignataris dels Partit Nazi des del rang d'Orstgruppenleiter (cap de grup local), membres de la Gestapo i de la SD, tots els oficials i suboficials de les Waffen-SS, oficials de l'estat major, oficials de policia des del grau d'Oberleutnant, oficials de les SA, ministres, alts funcionaris i responsables territorials, des del rang de burgmestre al Reich i dirigents municipals civils i militars en els territoris ocupats, nazis i simpatitzants nazis de la indústria i el comerç, jutges i fiscals dels tribunals especials i traïdors i aliats dels nazis. De tota manera, els documents que permetien conèixer els noms d'aquestes persones eren rars, i la llista de persones acusades, ja prevista en els acords de Londres, fou reduïda a un nombre més restringit.
Finalment, l'organització interaliada que controlava Alemanya després de la guerra emté un projecte de llei inspirat en els acords de Londres, que permetia als tribunals alemanys de jutjar els criminals alemanys. Però la no retroactivitat de les lleis exigida pel comandament aliat als tribunals alemanys, impedia als jutges d'aplicar aquestes disposicions. Aquestes contradiccions seran en part eliminades pel tribunal en el moment de la lectura de la sentència.

### Llista dels acusats
1. Hermann Göring, el més alt dignatari del Reich encara amb vida després de la mort de Hitler, Goebbels i Himmler, i un ex delfí de Hitler; Comissionat de l'aviació, comandant de la Luftwaffe, ministre de l'Interior de Prússia i ministre del Pla quadriennal
2. Rudolf Hess, l'estat mental del qual plantejava problemes, presoner a Anglaterra des del 10 de març de 1941, però abans d'aquesta data havia estat cap de la Cancelleria del NSDAP, successor designat al capdavant del Reich i membre del Consell de la defensa del Reich.[Note 3]
3. Joachim von Ribbentrop, ministre d'Afers Exteriors des del 1938
4. Robert Ley, dirigent del Front Alemany del Treball
5. Wilhelm Keitel, cap de l'Oberkommando der Wehrmacht de 1938 a 1945
6. Julius Streicher, un dels antisemites nazis més virulents, director del diari Der Stürmer i Gauleiter de Francònia ; en particular va organitzar un boicot dels comerciants jueus el 1933 i va demanar l'extermini dels jueus; des de l'inici de la guerra ja no va tornar a exercir cap paper.
7. Ernst Kaltenbrunner, successor de Reinhard Heydrich des de 1943 al capdavant de la RSHA (oficina central per a la seguretat del Reich)
8. Alfred Rosenberg, teòric del nazisme i ministre del Reich dels Territoris Ocupats de l'Est
9. Hans Frank, antic advocat de Hitler, president de l'Acadèmia de dret alemany entre 1934 i 1941 i dirigent del Govern General des de 1939,
10. Wilhelm Frick, predecessor de Himmler en el càrrec de ministre de l'Interior del Reich, i dirigent del Protectorat de Bohèmia i Moràvia; autor principal de les antisemítiques Lleis de Nuremberg en 1935
11. Hjalmar Schacht, ministre d'Economia fins al 1937 i president del Reichsbank fins a 1939; arrestat pels nord-americans a Dachau on Hitler l'havia tancat des de l'atemptat fallit de juliol de 1944.
12. Arthur Seyss-Inquart, ministre de l'Interior de la República d'Àustria el 1938 va participar activament en l'Anschluss; comissari del Reich per als Països Baixos, on va ser responsable de la deportació dels jueus neerlandesos
13. Karl Dönitz, comandant en cap de la Kriegsmarine, i dirigent del Tercer Reich en el govern de Flensburg després de la mort de Hitler de l'1 al 8 de maig de 1945
14. Walther Funk, successor de Schacht al capdavant del Reichsbank i al ministeri d'Economia
15. Albert Speer, arquitecte de Hitler, i successor de Fritz Todt al ministeri de l'Armament ; sota aquest títol, va participar en l'explotació de la mà d'obra dels camps de concentració.
16. Baldur von Schirach, cap de les Joventuts Hitlerianes i gauleiter de Viena
17. Fritz Sauckel, executor del pla del Servei de treball obligatori, que va comportar la deportació de prop de cinc milions de treballadors forçats a Alemanya
18. Alfred Jodl, cap de l'estat major de la Wehrmacht
19. Franz von Papen, predecessor de Hitler com a canceller, nomenat ambaixador a Viena després de la Nit dels Ganivets Llargs, i després a Turquia durant la guerra
20. Konstantin von Neurath, predecessor de Ribbentrop com a ministre de Relacions Exteriors i exdirgent del Protectorat de Bohèmia i Moràvia abans de ser reemplaçat per Frick El gabinet Hitler, primer gabinet del Reich, el 1933.

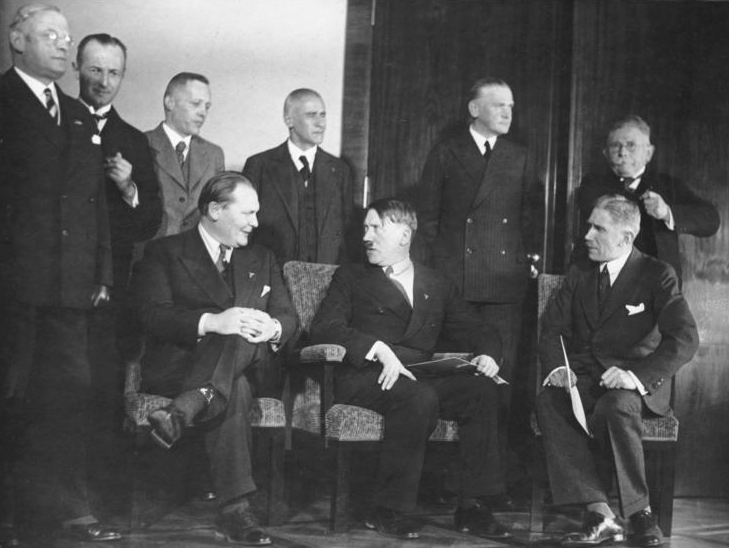
El gabinet Hitler, primer gabinet del Reich, el 1933.

21. Erich Raeder, comandant en cap de l'Armada fins al 1943; responsable de guerra submarina sense restriccions i de l'execució de comandos aliats
22. Martin Bormann, successor de Hess a la Cancelleria del Reich. Presumpte fugitiu.
23. Hans Fritzsche, col·laborador de Goebbels, responsable de la premsa i la ràdio en el Ministeri de propaganda nazi
24. Gustav Krupp von Bohlen und Halbach, dirigent del grup Krupp Ag, considerat com a mèdicament inepte per seguir el procés
25. El Gabinet del Reich (govern), a partir del 30 d'abril de 1933
26. El cos de caps polítics del Partit Nazi (és a dir, la jerarquia del Partit Nazi)
27. La SS, incloent-hi el SD
28. La Gestapo
29. La SA
30. L'Estat Major general
31. L'Alt Comandament de les forces armades alemanyes.[31]

## Tria del lloc

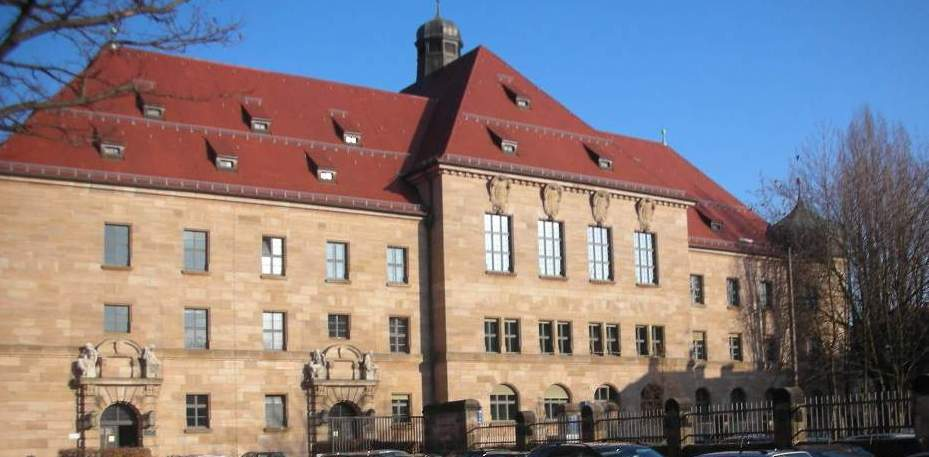
El palau de justícia de Nuremberg, on van tenir lloc els judicis

Leipzig i Luxemburg van ser considerades breument com la ubicació per al judici.Overy 2001, pàg. 19–20La Unió Soviètica havia volgut que els judicis tinguessin lloc a Berlín, com la ciutat capital dels "conspiradors feixistes", però Nuremberg va ser triat com el lloc per dues raons, la primera de les quals havia estat el factor decisiu:
1. El Palau de Justícia era ampli i en gran part no estava danyat(un dels pocs edificis que havien romàs pràcticament intactes després dels intensos bombardejos aliats d'Alemanya), i una gran presó formava també part del complex.
2. Nuremberg era considerada el bressol cerimonial del Partit Nazi. Havia acollit els mítings de propaganda anuals del partit Overy 2001, pàg. 19–20 i la sessió del Reichstag que va aprovar les Lleis de Nuremberg.[33] Per tant, es va considerar un lloc apropiat per marcar la desaparició simbòlica del Partit.

Com a compromís amb els soviètics, es va acordar que, si bé la ubicació del tribunal seria Nuremberg, Berlín seria la seu oficial de les autoritats del Tribunal. i també es va acordar que França es convertiria en la seu permanent del TMI Overy 2001, p. 15 i que el primer judici (se'n van planificar diversos) es duria a terme a Nuremberg.
La majoria dels acusats ja havien estat detinguts al Camp Ashcan, una estació de processament i centre d'interrogatoris a Luxemburg, i es va traslladar a Nuremberg per al judici.
Entre els periodistes que van cobrir l'esdeveniment es poden citar :
- Joseph Kessel, per a France-Soir
- Pierre Scize, per a Le Figaro
- Markus Wolf, per a la ràdio alemanya de la zona soviètica
- Jacques Sernas, per a Combat
- André Galland, per a Le Parisien libéré
- Sacha Simon, per a L'Est Républicain
- André Chassaignon
- Rebecca West
- William L. Shirer
- Richard Llewellyn
- Alexandre Vialatte
- Walter Cronkite
- Gitta Sereny
- Tullia Zevi
- el fotògraf Ievgueni Khaldei,
- el caricaturista Borís Iefímov,
- Erika Mann, única dona corresponsal de guerra

El cor de Nuremberg havia esdevingut ara el Palau de Justícia, on s'instal·laven els comerços. A la nit, el Gran Hotel era el lloc de trobada de tot aquell microcosmos i els seus visitants, on es ballava i s'anava al teatre.

## Composició del Tribunal
Cada potència, segons els acords de Londres, podia nomenar un jutge titular i un de suplent

### Jutges
- Unió Soviètica major general Iona Nikíttxenko (titular soviètic)
- Unió Soviètica tinent coronel Aleksandr Voltxkov (suplent soviètic)
- Regne Unit coronel Geoffrey Lawrence (titular britànic), president del Tribunal
- Regne Unit Norman Birkett (suplent britànic)
- Estats Units Francis Biddle (principal estatunidenc)
- Estats Units John J. Parker (suplent estatunidenc)
- França Professor Henri Donnedieu de Vabres (titular francès)
- França Robert Falco (suplent francès)

### Ministeri públic
- Regne Unit Procurador General Sir Hartley Shawcross
- Estats Units Jutge del Tribunal Suprem Robert H. Jackson
- Unió Soviètica Tinent general Roman Andréievitx Rudenko
- França François de Menthon, reemplaçat posteriorment per Auguste Champetier de Ribes

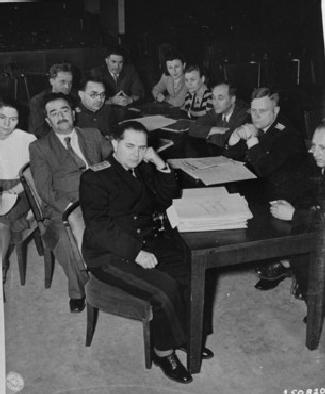
Equip soviètic.

Cada fiscal estava envoltat d'un equip de fiscals adjunts i d'advocats generals o de substituts per ajudar-los en la seva tasca :
- Els Estats Units estigueren representats per Robert H. Jackson i un equip de trenta-dues persones, entre les quals Bernard B. Fall, Francis Yockey, Adrian S. Fisher i David Marcus.
- França va triar com a fiscal François de Menthon, nomenat pel general de Gaulle. Però el 1946 de Gaulle es retira del govern. Menthon, llavors antic ministre de Justícia, deixa Nuremberg i es veu reemplaçat per Auguste Champetier de Ribes, que mor el 1947. Entre l'equip de deu persones que els assistien es poden esmentar Edgar Faure, Charles Dubost, Delphin Debenest, Joë Nordmann i Serge Fuster, futur Casamayor. Léon Poliakov serví com a expert a l'equip.
- El Regne Unit estigué representat per Sir Hartley Shawcross, que va reemplaçar Maxwell Fyfe a les negociacions de Londres després de la victòria dels laboristes. Shawcross, pel seu estatut d'attorney general, havia de servir al govern. Maxwell Fyfe restà doncs a Nuremberg per tal de representar el Regne Unit durant les absències de Shawcross. Fou recolzat per un equip de set persones.
- L'URSS envià un equip de nou persones per secundar els fiscals Roman Rudenko, general, actor secundari del procés dels setze, i I. V. Pokrovski, coronel.[38]

Si bé en el ministeri públic, només quatre països tenien representants, cadascun d'ells també parlà en nom d'altres nacions, que també es van unir als acords de Londres. Així, l'URSS parla per països alliberats de l'Est, incloent els països eslaus: Polònia, Txecoslovàquia, Sèrbia, Eslovènia, Belarús i Ucraïna. França parlà pels països alliberats d'Occident: Bèlgica, Països Baixos, Noruega, Luxemburg. En total, disset països estigueren així indirectament representats.

## Desenvolupament

### Procediment
El procés es va regir seguint el procediment dels països del Common law, és a dir que és acusatori; es va desenvolupar de la següent manera:
- lectura íntegra de l'acta d'acusació,
- cada acusat havia de declarar si es considerava culpable o no culpable,
- l'acusació va exposar el seu punt de vista,
- el tribunal demanà a l'acusació i a la defensa quins eren llurs mitjans de prova,
- els testimonis de l'acusació van ser interrogats, i després ho foren els de la defensa,
- els jutges podien plantejar qualsevol qüestió en tot moment,
- acusació i defensa podien interrogar lliurement testimonis i acusats,
- la defensa va exposar els seus mitjans davant l'acusació,
- els acusats van poder fer una declaració,
- el tribunal pronuncia un veredicte i dictamina sobre la culpable i la pena de cada acusat.[40]

### Primera sessió

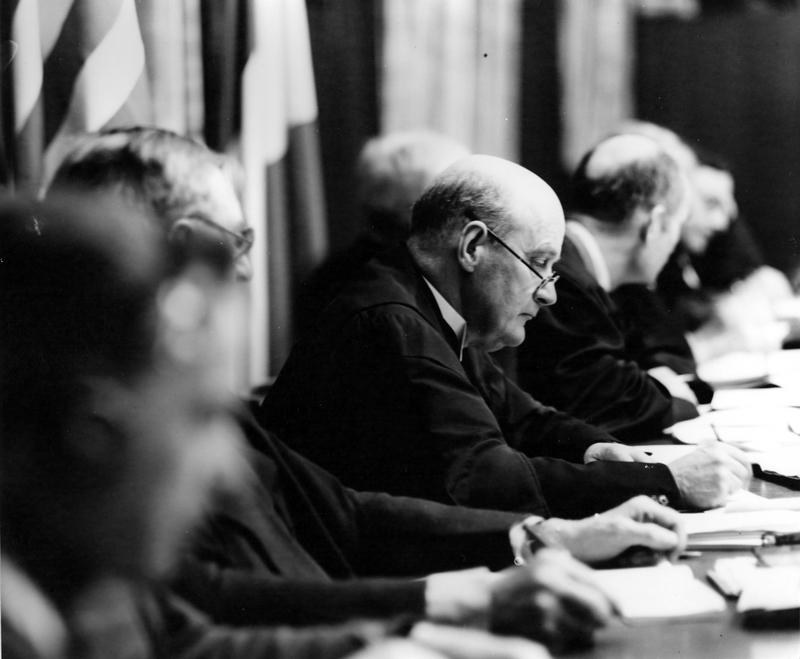
Justice Lawrence, president del Tribunal.

El 18 d'octubre de 1945, el tribunal va celebrar la sessió individual a Berlín, com estava previst per l'article 22 de l'Estatut. Fou presidida pel jutge soviètic, el general Nikíttxenko.
Durant aquesta sessió, l'acta d'acusació fou remesa al tribunals i als inculpats. També reben una còpia de l'Estatut del Tribunal i documents relacionats. Finalment, la presidència del procés fou confiada al jutge britànic, Justice Lawrence, que serà nomenat cavaller i esdevindrà Lord Oaksey després del judici.
El procés de Nuremberg s'obre realment el 20 de novembre de 1945. La lectura de l'acta d'acusació es feu des de la primera sessió i durà cinc hores. A continuació van tenir lloc quatre-centes una audiències públiques.

### Advocats i acusats
Dels 24 acusats presents en l'acta d'acusació, només en van quedar 21: Gustav Krupp fou retirat de la llista per raons de salut, Martin Bormann estava il·localitzable i Robert Ley es va suïcidar abans de l'obertura del procés el 25 d'octubre de 1945.

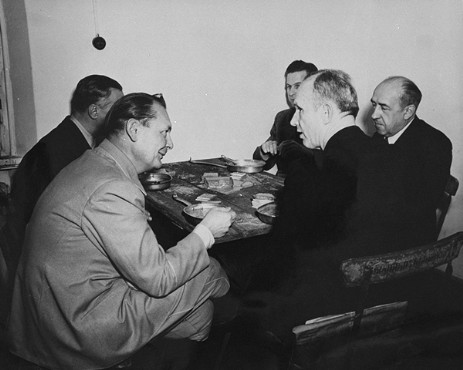
Göring, Dönitz, Funk, Schirach i Rosenberg dinant a Nuremberg.

Abans del procés, la major part dels inculpats estigueren detinguts a Bad Mondorf, Luxemburg, on foren sotmesos a interrogatoris i gaudiren dels tractaments proporcionats per un metge alemany.
Els acusats estaven en diversos estats. Göring, obès i morfinòman, va seguir una cura de desintoxicació i es va posar a dieta. Va aparèixer al judici de forma correcta i en possessió dels seus mitjans intel·lectuals. Hans Frank va ser "tocat" per la fe catòlica durant la seva detenció. Ribbentrop, segons el seu advocat, dormia només amb dosis massives de bromur. Un psicòleg de l'Exèrcit dels Estats Units, el capità Gustave Gilbert, mantingué contacte diari amb cadascun d'ells, per tal d'evitar un nou suïcidi. Els presos foren objecte d'un seguiment constant: el comandant de la presó, coronel Andrus, volia assegurar-se que ningú no tractés de llevar-se la vida. Els acusats no es podien comunicar entre si a l'hora de dinar; No obstant això, podien comunicar-se per carta amb l'exterior. Van ser capaços d'elegir els seus advocats segons una llista que incloïa només una condició: cap nazi; les organitzacions tenien, quant a elles mateixes, advocats comuns d'ofici.

### Audiències

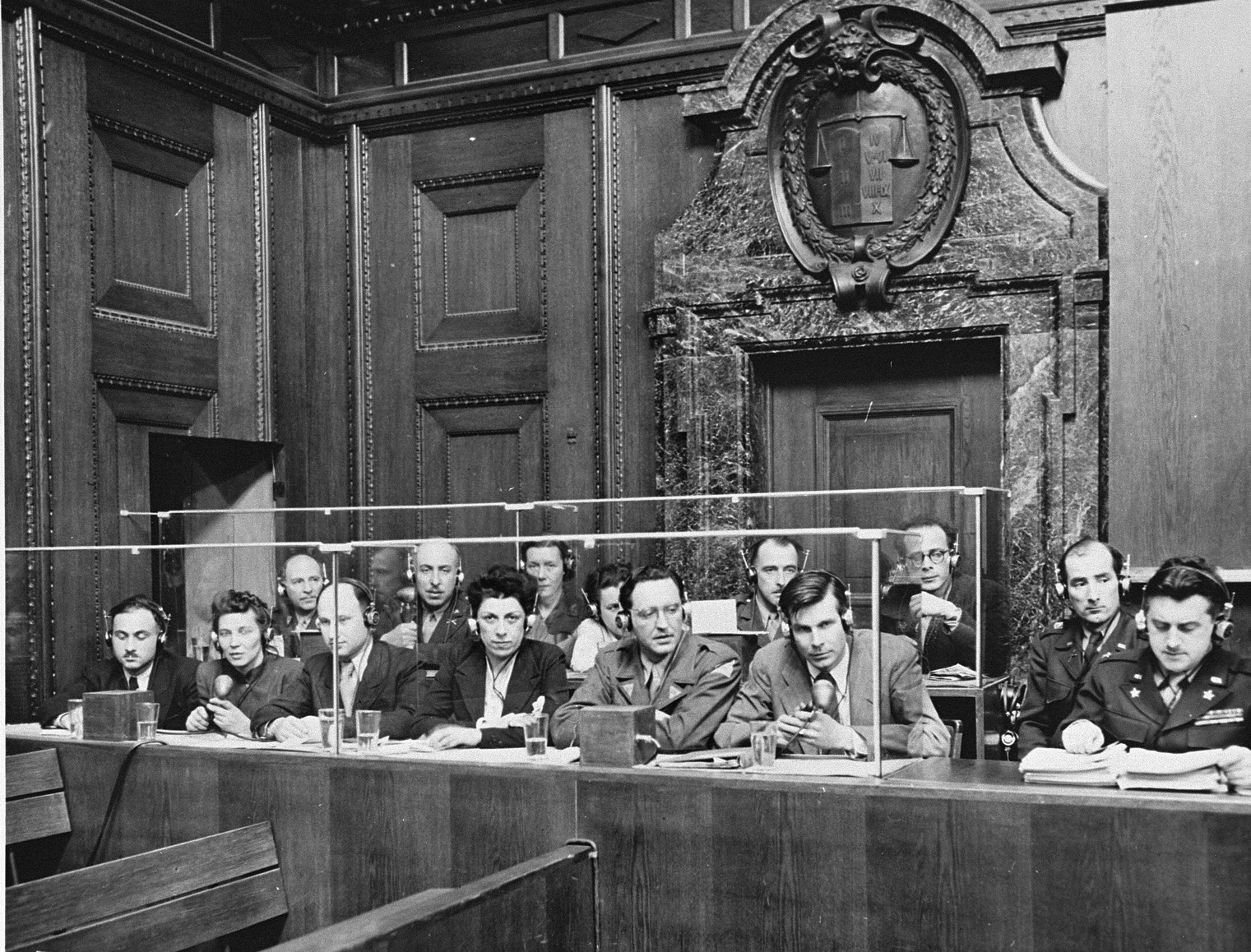
El box dels intèrprets.

El procés es fonamentà principalment en proves per escrit, en gran part dels arxius oficials del Tercer Reich. Si bé a causa del procediment anglosaxó, que privilegia la instrucció durant el procés, el públic pot esperar-se esdeveniments espectaculars, els testimonis, entrevistats prèviament, generalment no aporten res de nou a mesura que passen a l'estrada.
Els advocats i els fiscals es recolzaren principalment en textos que llegien a poc a poc perquè la traducció simultània pogués funcionar. És una innovació per a l'època, i permetia a cada participant d'escoltar els debats en la seva pròpia llengua: anglès, francès, alemany i rus. Aquesta lectura triga dues vegades més del normal; un dispositiu indicador davant dels oradors els permet de saber si els traductors desitgen que alenteixin o deturin la seva lectura.
Entre els traductors presents es poden citar Jeanlouis Cornuz, Mikhaïl Voslenski i Wolfgang Hildesheimer, així com alguns antics Ritchie Boys.

#### Proves escrites

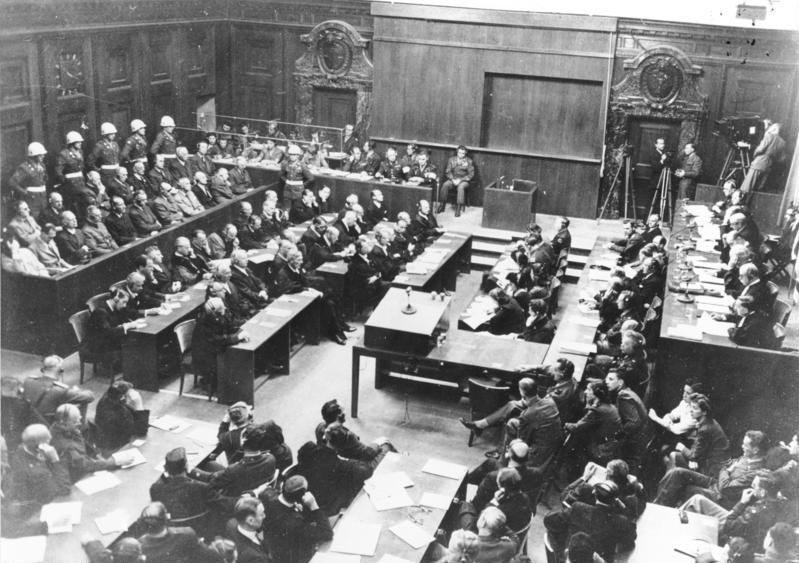
La sala del tribunal (d'esquerra a dreta: els acusats, els seus advocats, secretaris judicials, fiscals i, finalment, el Tribunal).

Van ser descobertes, majoritàriament pels nord-americans durant el seu avanç. No obstant això, algunes parts van seguir camins diferents, com el diari de Hans Frank, remès per l'autor als seus guàrdies. El bolcament de totes aquestes proves, o sigui, milers de documents al sumari del procés també revelarà secrets diplomàtics i militars. Els documents foren fotocopiats pels documentalistes, i després van tornar a la potència a la qual pertanyien; una de les còpies serà considerada com a original al procés.

#### Testimoniatges
En deu mesos es van sentir 94 testimonis : 61 per part de l'acusació i 33 per part de la defensa, entre els quals Percy Ernst Schramm, futur historiador alemany. La major part d'ells només foren interrogats per confirmar els elements citats en els documents produïts. Destaca especialment el cas d'Anton Kaindl, darrer comandant del Camp de concentració de Sachsenhausen, que va declarar tres cops el juny i juliol de 1946. Al cap de quatre mesos del procés, el primer acusat va prendre finalment la paraula, en tant que testimoni del seu propi procés : fou Göring, que va declarar durant vuit dies. Aquest testimoniatge dels acusats es deriva també d'una particularitat del dret anglosaxó.

### Acusació

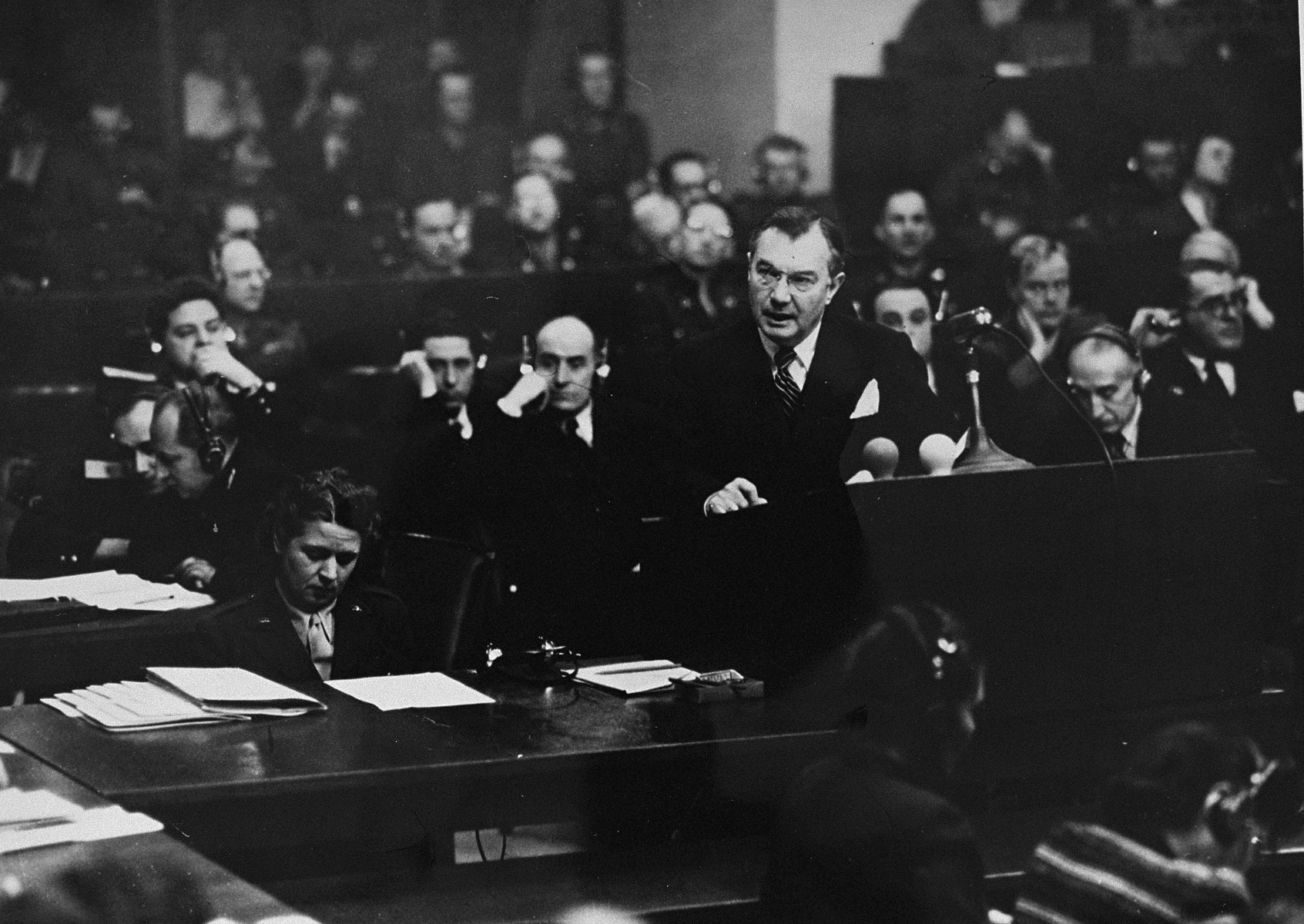
Robert Jackson adreçant-se al tribunal.

El 21 de novembre, els acusats havien de decidir si es declaraven culpables o no. El jutge interrogà els acusats un a un; sota diverses formes, tots respongueren el mateix: «nicht schuldig» (no culpable). Després es va presentar la requisitòria pel fiscal Jackson Als acusats no se'ls va autoritzar de fer altres declaracions en aquest moment del procés.

#### Requisitòria
Aquí reprèn les grans línies dels crims imputats als acusats: abans de la guerra, la presa del poder, la supressió de les llibertats, la persecució religiosa, i els crims contra els jueus; durant el conflicte, l'assassinat de presoners i ostatges, el pillatge d'obres d'art, el treball forçat ...
Jackson situa la gerra d'agressió i, per tant, els crims contra la pau, au centre de la seva requisitòria, i « la civilització », entitat supranacional, imperfecta, però que demana als jutges de posar el dret al servei de la pau.

#### Conspiració
El coronel Frank B. Wallis, fiscal adjunt estatunidenc, presenta les argumentacions quant a la primera acusació el 22 de novembre. Aquestes haurien de provar, segons ell :
- els objectius del partit nazi, com ara la conquesta d'un Lebensraum (espai vital),
- els mètodes il·legals utilitzats pel partit nazi per assolir els seus objectius,
- els temes i mètodes de la propaganda nazi utilitzats per a l'ascens al poder,
- la presa de tot el poder a Alemanya, l'esclafament de l'oposició i la preparació psicològica de la població envers la guerra d'agressió.[53]

Wallis va proporcionar, doncs, arguments que presentaven les doctrines del partit nazi, el fracassat putsch, la presa del poder de Hitler, les violacions del tractat de Versalles, la creació de camps de concentració el 1933, la Nit dels Ganivets Llargs, la persecució dels jueus, la presa de control de l'educació de la joventut. No obstant això, per als jutges la definició de «conspiració» era massa vaga. Segons la sentència, només hi havia conspiració « si hi havia plants particulars de guerra ».
El primer i principal document que provava realment la conspiració era el memoràndum Hoßbach, presentat el 26 de novembre. Les notes prises par Hossbach durant una reunió entre Hitler i els seus principals ministres et comandants en cap, el 1937, provaven que s'havia previst un conflicte amb França i el Regne Unit, amb, en tots els casos possibles, una annexió per part d'Alemanya d'Àustria i de Txecoslovàquia.
Tres dels participants a la reunió estaven presents al banc dels acusats (Göring, Raeder i Neurath), però els altres acusats van negar haver-ne sentit a parlar. Les reaccions que revela el psicòleg Gilbert són bastant sorprenents: Fritzsche parla de «canviar de posició en l'acte de processament» i, per tant, declarar-se culpable. Només Göring trobava l'acusació absolutament fora de propòsit: per a ell, els Estats Units s'havien apoderat de Califòrnia i Texas utilitzant els mètodes que condemnaven en aquell judici.

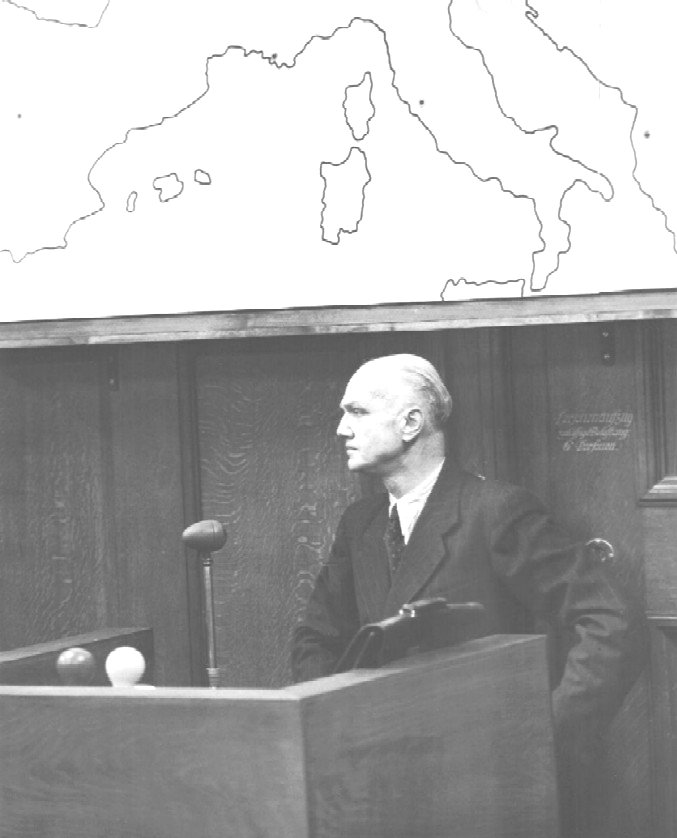
Ewin Lahousen testimoniant al procés de l'Alt Comandament militar.

Els preparatius de la invasió de Txecoslovàquia, de Polònia i de l'URSS foren igualment examinats el mateix dia. El 22 d'agost de 1939, Hitler exposà als seus fidels més propers perquè calia esclafar Polònia. El primer testimoni de l'acusació, el general Erwin Lahousen, adjunt de l'almirall Wilhelm Canaris a l'Abwehr, va explicar com la seva organització havia rebut la missió de proporcionar equipaments i documents polonesos a soldats encarregats d'atacar l'estació de ràdio de Gleiwitz, casus belli utilitzat per Hitler per llançar l'ofensiva contra Polònia. El memoràndum del 2 de maig de 1941 relatiu a l'URSS, trobats en els arxius de l'OKW, explicava que la continuació de la guerra depenia dels subministraments d'aliments que els alemanys poguessin sostreure de Rússia durant «el tercer any de guerra». Aquest memoràndum precisa que si els alemanys arriben a llurs fins, en « resultarà la fam i la mort de milions de persones » Fins i tot l'entrada en guerra del Japó fou l'objecte d'una conferència entre Hitler i l'ambaixador del Japó, el 4 d'abril de 1941, en presència de Ribbentrop

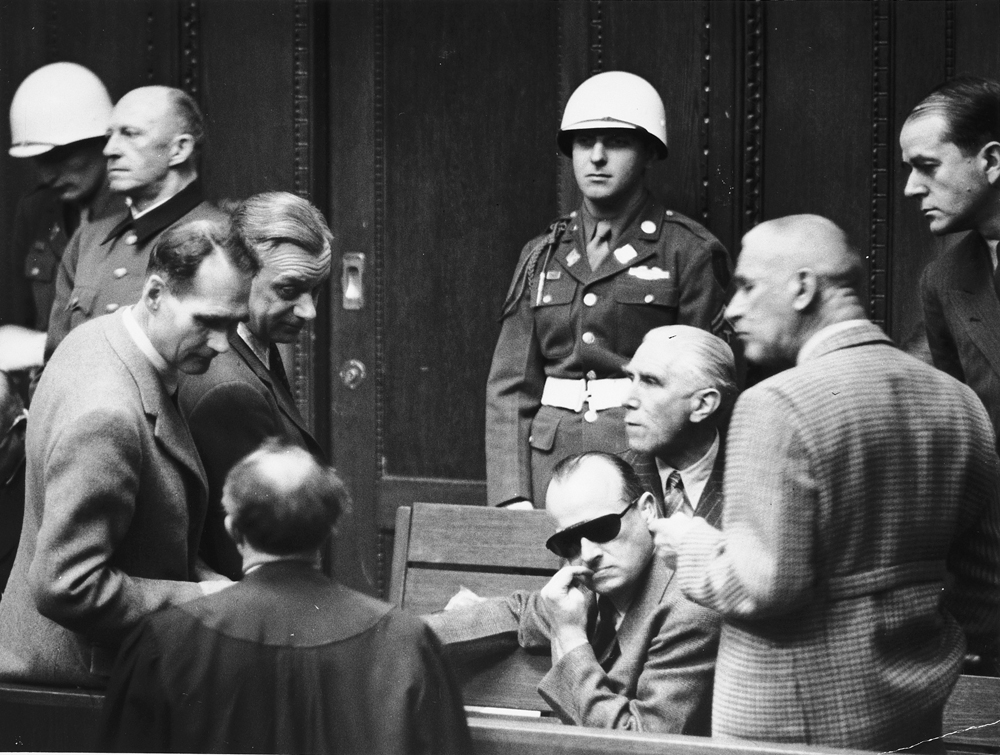
Els acusats discutint entre dues audiències. D'esquerra a dreta, Jodl, Hess, Seyss-Inquart, Frank, Papen, Frick i Speer.

Tornant cap enrere, el 29 de novembre, l'acusació dels Estats Units, encapçalada pel Sr. Alderman, reprèn els esdeveniments principalsa a l'Anschluss. Les pressions de Hitler et dels nazis austríacs sobre el president austríac, Wilhelm Miklas, i el seu canceller, Kurt von Schuschnigg, havien de conduir a la nominació al càrrec de canceller de Seyss-Inquart. A la sala, la presència de Schluschnigg, que tot just acabava de sortir de Dachau, sorprengué els periodistes.: l'ex-canceller, darrer testimoni directe de les amenaces de Hitler en contra seu, no fou escoltat pel tribunal. Per contra, Alderman llegí les retranscripcions de les converses telefòniques de Göring amb Seyss-Inquart i Ribbentrop. D'entrada va llegir les amenaces que Seyss-Inquart s'havia compromès a transmetre a Miklas l'11 de març de 1938, que no conduïren a cap resultat: el president, malgrat la seva acceptació de la dimissió de Schuschnigg, refusà de nomenar Seyss-Inquart canceller. A les 20 h, Miklas encara no havia cedit ; Göring va donar el mateix el poder a Seyss-Inquart, així com la garantia que les seves tropes marxarien sobre Viena. Després de l'entrada de les tropes alemanyes a Àustria, el 13 de març de 1938, Göring va trucar Ribbentrop : la lectura de l'enregistrament de llur conversa telefònica entre Viena i l'ambaixada alemanya de Londres dona una idea del triomfalisme dels dos homes. Ambdós es van posar a riure en escoltar la seva antiga conversa.
Potser per trencar aquest hilaritat inoportuna, es va projectar una pel·lícula sobre els camps de concentració, edició de documents filmats per les autoritats britàniques i nord-americanes en l'obertura dels camps. Extractes de la pel·lícula ja s'havien presentat als reclusos de Bad Mondorf; pocs la veien per primer cop. Però per al tribunal, els advocats i la resta de les persones assistents, fou un descobriment. Hi havia un projector orientat sobre el banc dels acusats: la llum atenuada permetia de veure bé els rostres mentre la resta de la sala estava submergida en la foscor per a la projecció; aquesta il·luminació no impedia als inculpats de veure el documental. Al final de la pel·lícula, els acusats que estigueren inquiets de diferents maneres durant la projecció, estaven aparentment profundament commocionats. Hess es mostrava incrèdul, Göring va perdre el seu aplom, Frank s'enfonsà en sanglots. Streicher i Fritzsche discutien : Fritzsche, que no havia vist la pel·lícula, no creia pas, com Streicher, que les massacres només haguessin tingut al final de la guerra.

#### Crims contra la pau

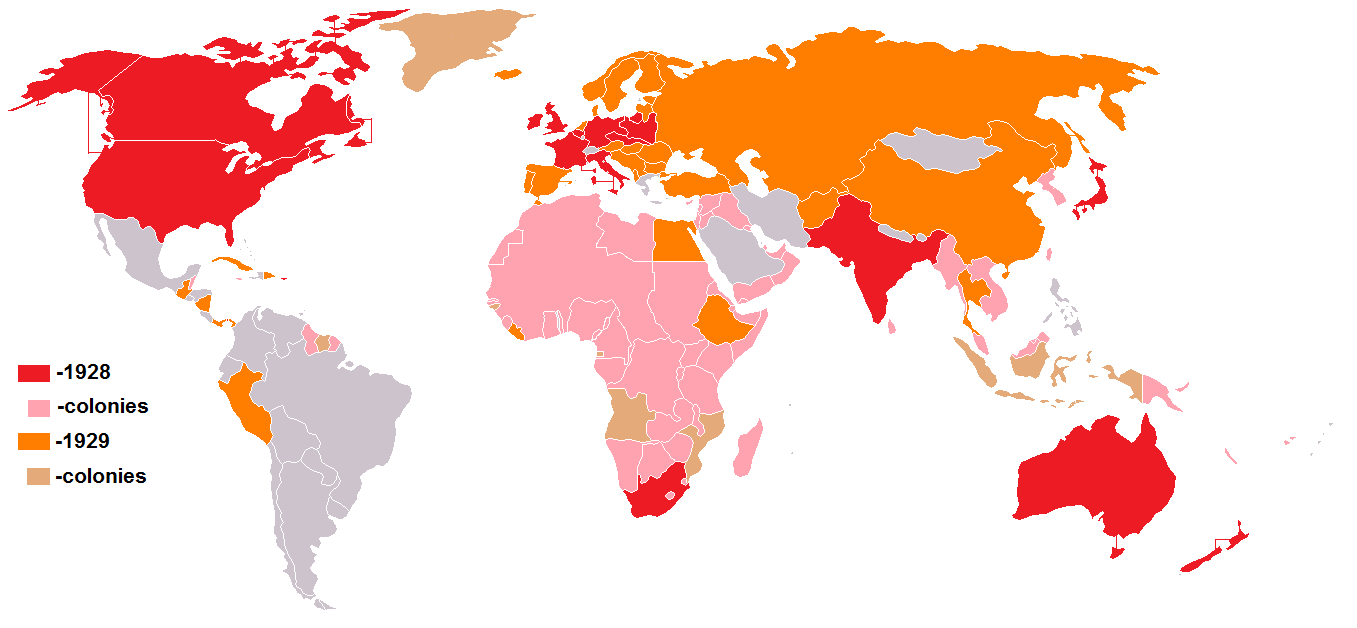
Països signataris del pacte Briand-Kellogg.

Lord Shawcross presentà les peces d'aquesta segona acusació, i tractà de demostrar, després d Jackson, que la llei ja no estava del costat més fort. Segons ell, aquest procés no es basava en nous principis. En la seva acusació, digué que si iniciar una guerra és un crim, la gent, basant-se en aquesta decisió, són responsables de les accions següents. Es manifestà contrari a les principals crítiques de la prova, és a dir, que es tractava d'una justícia dels vencedors i una jurisdicció retroactiva. Per a ell, el tribunal de primera instància, que estableix la Carta i l'Estatut, s'havia basat en les dades preexistents del dret internacional. Shawcross examinà diversos tractats que havien tractat d'oposar l'arbitratge de les nacions a la guerra.
Va assenyalar per a la seva argumentació els textos de la 6a conferència panamericana de 1928, i els del pacte Briand-Kellogg. Durant la conferència, una resolució afirma : «La guerra d'agressió constitueix un crim contra l'espècie humana […] tota agressió és il·lícita i com a tal es declara prohibida». El pacte és un tractat general de renúncia a la guerra, signat el 1929 per més de seixanta nacions, entre les quals Alemanya. Shawcross demostrà tot seguit que Hitler, des de la seva arribada al poder, no respectà cap dels acords internacionals presos per Alemanya, per arribar a desencadenar la guerra El fiscal general evocà igualment les invasions de Noruega, Luxemburg, Bèlgica, els Països Baixos i França.

#### Crims de guerra i crims contra la humanitat
L'acusació francesa detallà els crims per a Europa Occidental ; l'acusació russa feu el mateix per a Europa Oriental. Crims de guerra i crims contra la humanitat no van ser separats a les requisitòries.
Si bé la majoria dels crims reprotxats estaven previstos per la convenció de Ginebra, s'hi va afegir un crim particular, evocat per primer cop: el « Jurament de fidelitat i germanització dels territoris ocupats ». No tots els acusats van ser inculpats de crims de guerra: Papen, Schacht, Schirach i Streicher hi escaparen.

##### Europa Occidental
El 17 de gener de 1946, François de Menthon va prendre la paraula en nom de l'acusació francesa. Volia posar en relació els crims organitzats, i la doctrina que els va fer néixer: el racisme. Evocà les deportacions en el marc del servei de treball obligatori, el pillatge econòmic, els crims contra les persones, lligats segons ell a una política d'extermini. Les seves xifres, sobreestimades, mencionen la deportació de 250.000 francesos, dels quan 35.000 sobrevisqueren. Finalment, els crims contra els presoners de guerra, els resistents i les ciutats màrtirs conclogueren la seva requisitòria, després de la qual va marxar de Nuremberg.
Els seus ajudants, entre els quals Edgar Faure al capdavant, enumeraren a continuació, durant una setmana, pillatges i espolis, en els quals Göring ocupà un lloc bastant particular.
- Els crims contra les persones

Aquests van ser exposats el 24 de gener per Charles Dubost, que va presentar els testimoniatges relatius a les execucions, recollits pel Servei de crims de guerra, depenent del ministeri francès de Justícia.

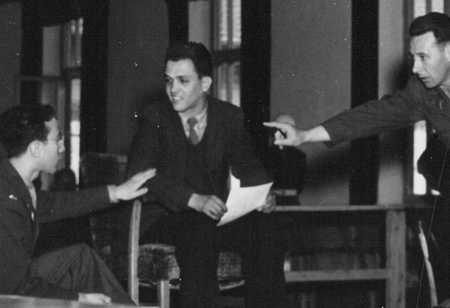
Francesc Boix, testimoniant als Judicis de Dachau.

Feu citar els testimonis sorgits de la deportació : Maurice Lampe i Francesc Boix de Mauthausen-Gusen, Marie-Claude Vaillant-Couturier d'Auschwitz. Aquesta última, a més de la seva experiència de resistència i de deportada, aportà un testimoniatge directe sobre l'eliminiació dels jueus a les cambres de gas. Dubost la interrogà igualment sobre el seu trasllat a Ravensbrück. En demanar el president Lawrence demandant quin era l'interès de parlar d'un altre camp de concentració, Dubost diferencià Auschwitz, camp d'extermini, i Ravensbrück, camp de treball. A Ravensbrück, els interns treballaven fins que els sobrevenia la mort; a Auschwitz, les víctimes simplement eren exterminades. Però el paper d'Auschwitz en l'erradicació dels jueus no aparegué llavors en el procés; cap jueu superviven no seria escoltat, d'altra banda. Hans Marx, substitut de l'advocat de les SS, Babel, llavors absent, se sorprenia de la bona salut de què en gaudia en aparència el testimoni després d'haver passat tantes proves. Va tractar a continuació de contrarestar les xifres relatives a la massacre dels jueus d'Hongria. Segons el testimoni, 700.000 d'ells van ser deportats a Auschwitz, quan la Gestapo només en va comptar 350.000 Paradoxalment, un dels acusats, Fritzsche, semblava alegrar-se « de l'espectacle que oferia un advocat de la defensa ajudant l'acusació » i va considerar que la rèplica de Vaillant-Couturier « Jo no discutiria pas amb la Gestapo » era « la resposta correcta i una resposta intel·ligent. »
Altres deportats, de camps diferents (Buchenwald, Rava Ruska, Dora) també van ser cridats a l'estrada. El president Lawrence, cansat d'aquestes repeticions, demanà a Dubost de centrar aquests testimoniatges en aspectes diferents. Dubost va dir que estava tractant de provar que tots els camps estaven sotmesos al mateix règim i, per tant, el mateix procés aplicat implicava la culpabilitat dels acusats. Però aquesta argumentació, eixida del que Faure anomenava «la mecànica intel·lectual dels juristes anglosaxons», no fou presa en consideració : per al president la prova que tots els camps eren els mateixos no va ser aportada.
- La germanització

La germanització fou definida per Edgar Faure davant el tribunal com "la imposició, als habitants dels territoris ocupats, de les normes de vida social i política, tal com els nazis les havien definides segons llur doctrina i per a llur benefici." Faure presentà dos documents relatius a la germanització dels territoris ocupats d'Occident: l'annexió de Luxemburg i Noruega pel Reich, la incorporació d'Alsàcia-Lorena, i la creació d'un estat autònom bretó. Emil Reuter, president de la Cambra de Diputats de Luxemburg, parlà així de la germanització del seu país; Léon van der Essen, professor de la Universitat de Lovaina descrigué el mateix procés a Bèlgica així com les massacres a les Ardenes durant la contraofensiva de novembre-desembre de 1944.
- Decret Nacht und Nebel

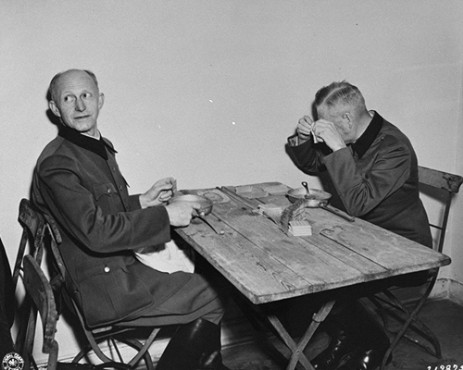
Jodl i Keitel dinant durant la seva detenció.

Constant Quatre, substitut del fiscal, acabà l'exposició de l'acusació francesa tot inculpant Keitel et Jodl. Les represàlies col·lectives, exercides per l'exèrcit alemany en tots els països ocupats, foren especialment organitzades arran del Decret Nacht und Nebel (Nit i boira), signat per Keitel el 7 de desembre de 1941. Aquest enduriment de la repressió havia de permetre reduir la importància de les tropes d'ocupació a l'Oest. ·  Fora del tribunal, durant una conversa amb el psicòleg Gustave Gilbert, Keitel afirmà estar penedit del decret Nacht und Nebel, però es lamentava sobretot que se li reprotxés un sistema volgut per Himmler; més en general, Keitel considerava que en realitat no havia tingut cap funció de comandament. Quatre es va concentrar tot seguit en Jodl, al qual considerava responsable de nombroses massacres, entre les quals a França les de Maillé, Saint-Dié-des-Vosges, Vassieux-en-Vercors i Orador de Glana.

##### Europa oriental
El fiscal soviètic Rudenko prengué la paraula el 8 de febrer de 1946 per demanar justícia en nom de tots els morts del poble eslau, víctima d'«extermini en massa». Parla`especialment dels presoners soviètics, víctimes de greus abusos: d'un total de 5 milions de presoners, 3 milions varen morir de fam, foren víctimes del fred o van ser afusellats. Si bé és cert que al camp de concentració de Sachsenhausen, on van ser deportats nombrosos presoners de guerra soviètics, les execucions no atenyeren el nivell de les produïdes als camps d'extermini, « l'objectiu i el mètode eren els mateixos.»
Erwin Lahousen, l'assistent de Canaris, ja havia comentat en el seu testimoni la decisió d'extermini selectiu dels presoners de guerra soviètics. La decisió, presa en una conferència el juliol de 1941, consistia, d'una banda, en l'execució de tots els comissaris polítics soviètics, i de l'altra en l'execució de tot bolxevic convençut. Lahousen també havia mencionat l'acció dels Einsatzkommandos, encarregats de la tria dels personers. Però el primer testimoni cridat per l'acusació russa l'11 de febrer fou tota una sorpresa: es tractava de Friedrich Paulus.
El vençut de Stalingrad, l'autor el mes d'agost de 1944 d'una crida al poble alemany contra Hitler, acaba de testimoniar contra Göring, Keitel i Jodl. Els va implicar en els projectes de guerra d'agressió. La reacció dels acusats comportà una suspensió de la sessió del judici: Göring es va posar a cridar durant la vista, demanant a Paulus de retre comptes. Després de Gilbert, Keitel i Dönitz llançaren recriminacions contra Paulus. Segons ells, la seva presa de posició contra Hitler era una hipocresia, i la crida que llançà fou la causa de nombroses desercions, que al seu torn costaren la vida a nombrosos civils.
Fins al 13 de febrer, l'acusació soviètica estigué parlant de violacions del dret de guerra envers els presoners, per veu del coronel Pokrovski ; una de les que es va comentar fou la massacre de Katin.
- Massacre de Katin

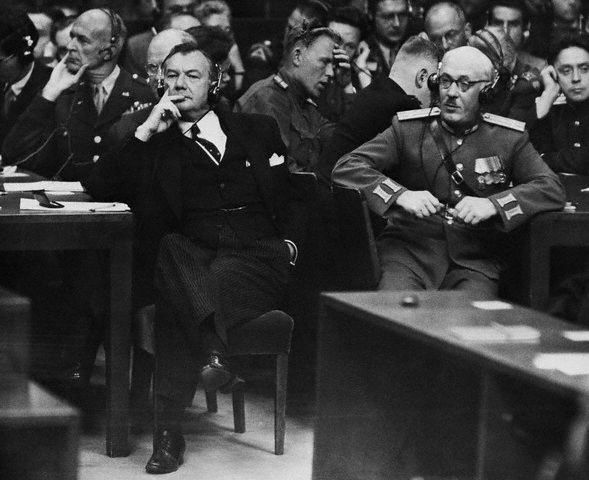
El fiscal Jackson i el fiscal adjunt Pokrovski.

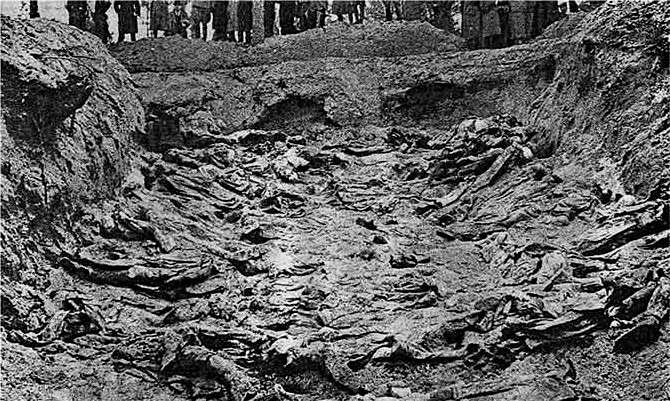
Descobriment de la fossa comuna de Katin

Encara que Churchill i Roosevelt haguessin estat advertits el 1943 i 1944 que la massacre de Katin havia estat comesa pels soviètics ·  fou presentat en l'acta d'acusació després d'una exigència dels representants de l'URSS. L'acta d'acusació feu referència, doncs, als « 11.000 oficials polonesos presoners de guerra […] assassinats al bosc de Katin prop de Smolensk. » Dues comissions d'investigació, una internacional demanda pels aliats a principis del 1943, i altra soviètica a finals del 1943, havien arribat a conclusions contràries: per a la primera, els crims es remuntaven al 1940 i havien estat perpetrats pels soviètics, mentre que per a la segona els crims havien estat comesos pels alemanys el 1941.
Per a Pokrovski, només s'havien de tenir en compte les conclusions de la comissió soviètica i s'establia la culpabilitat alemanya.
Durant la sessió del 8 de març de 1946, l'advocat de Göring, Stahmer, refutà l'acusació i demanà de sentir el testimoniatge d'oficials del 537è batalló de pioners acusats d'haver comès la massacre, i d'un membre de la comissió d'investigació internacional duta a terme pels alemanys, François Naville, professor de medicina legal a Ginebra. Aquesta demanda suscità la còlera de Rudenko i Pokrovski, que amenaçaren clarament de retardar els debats, durant jornades senceres i fou seguida per un llarg debat procedimental i per setmanes de negociacions entre la defensa, el secretariat del president del tribunal i els jutges soviètics.
El tribunal finalment va prendre la decisió d'escoltar tres testimonis de la defensa i tres de l'acusació; els debats sobre Katin es reprengueren l'1 de juliol de 1946, amb la declaració, com a testimoni de la defensa, del coronel Friedrich Ahrens, que comandava el regiment acusat per la comissió soviètica, seguit per altres dos oficials. Durant el seu interrogatori pel coronel Smirnov, Ahrens mantingué la seva versió, sense contradir-se ni deixar-se intimidar. Per part de la defensa comparegueren tot seguit un dels experts de la comissió d'investigació soviètica, el professor Prosorovsk, alcalde de Smolensk durant l'ocupació, el professor Bazilevski, i un dels membres de la comissió internacional duta a terme pels alemanys, el professor búlgar Markov, capturat pels russos. Sense sorpresa, les versions dels testimonis de la defensa i de l'acusació confirmaren la tesi de la part que les va fer citar.
Després de dos dies de debats que es clogueren amb un últim enfrontament entre l'advocat defensor i el fiscal soviètic, l'examen de la massacre de Katin va acabar sense una conclusió real. "La culpabilitat dels soviètics no va ser establerta, ni la dels alemanys. No obstant això Katin desaparegué simplement el judici, el que constitueix una mena d'admissió tàcita de la culpabilitat soviètica. »

##### En mar

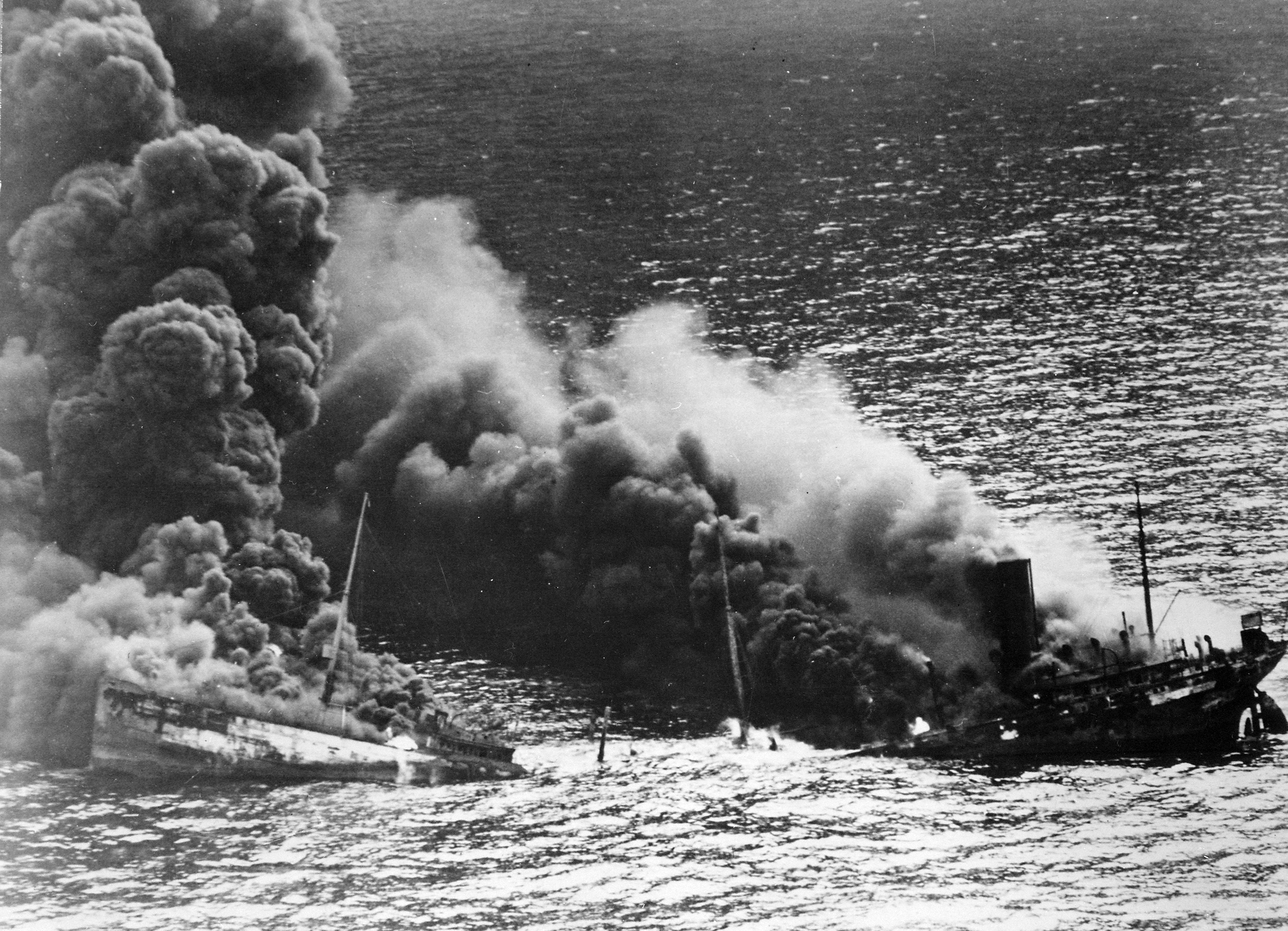
Petrolier aliat torpedinat a l'Atlàntic.

Hi havia dos almiralls asseguts al banc dels acusats: Raeder i Dönitz. Tenien com a advocat Otto Kranzbühler, gran especialista en dret marítim. Eren militars, com Jodl i Keitel, però gaudien d'una major simpatia que aquests últims per part de llurs equivalents aliats. El primer fou comandant en cap de la Kriegsmarine fins al 1943 ; el segon, abans de succeir-lo, fou el principal organitzador de la guerra submarina alemanya.
Els almiralls van ser acusats d'haver enfonsat vaixells mercants aliats o neutrals, i després d'haver donat l'ordre de no rescatar els supervivents o fins i tot acabar amb ells. Aquestes incriminacions, que van ser presentades per l'acusació britànica, però, es qualificaven pels fets, com el rescat de la tripulació del Laconia Kranzbühler volia demostrar que les ordres donades pels seus clients eren idèntiques a les de llurs homòlegs aliats, utilitzant l'adagi tu quoque, prohibit per l'estatut del tribunal. Va demanar, per donar suport a la seva demostració, de fer declarar Chester Nimitz, gran almirall de la Flota dels Estats Units. El fiscal Maxwell Fyfe s'hi oposà : l'advocat no va poder demostrar que els aliats haguessin comès els mateixos crims que els seus clients, perquè l'estatut del tribunal li ho prohibia. Kranzbühler replicà que no es tractava d'això, sinó de mostrar que la interpretació del dret internacional fou la mateixa per a tots els bel·ligerants; no podia, doncs, haver-hi delicte, per una banda i per l'altra. Després de moltes discussions legals, el jutge estatunidenc Biddle acceptà la sol·licitud. El 2 de juliol, es van llegir al tribunal les preguntes i respostes de l'interrogatori a Nimitz. Nimitz va confirmar punt per punt que havia donat les mateixes ordres que les reprotxades a Doenitz i Raeder. A més, 67 comandants de submarins sota custòdia van signar una petició que contestava l'acusació d'haver disparat als nàufrags i la feren arribar a Nuremberg. Aquest càrrec només va comportar finalment una condemna de Doenitz a deu anys de presó.

#### Genocidi jueu
Si bé els crims perpetrats contra els jueus van estar presents a la requisitòria de Jackson i inclosos en els crims contra la humanitat, cap dels fiscals en particular no s'encarregaria de la seva presentació. La qualificació de genocidi omés es va dur a terme després dels fets Cadascú en el seu torn, els fiscals estatunidencs, francesos i russos prendrien la paraula per tal de presentar aquests crims.
Els crims contra la humanitat i la xoà van ser abordats per primer cop el 29 de novembre de 1945, durant la projecció d'un documental amb les imatges rodades després de l'alliberament dels camps de concentració i d'extermini per les tropes aliades. Aquest film va causar una forta impressió sobre totes les persones presents, inclosos els acusats.
| «               | Crispats, perduts, incrèduls o trencats, deu rostres, i darrere d'ells, els altres deu, fantàstiques rengleres que emergien de les tenebres, s'estenien com magnetitzades cap a la paret del fons. […] Llavors Göring, virrei del Tercer Reich, serrà les seves mandíbules lívides com si les volgués trencar. El comandant en cap Keitel […] es va cobrir els ulls amb una mà tremolosa. Un rictus de por abjecte distorsionà la fesomia de Streicher […] Ribbentrop humitejà amb la seva llengua els seus llavis ressecs. Un rubor fosc va cobrir les galtes de Papen […] Frank, que havia delmat Polònia, s'esfondrà en sanglots. | » |
| — Joseph Kessel | |   |

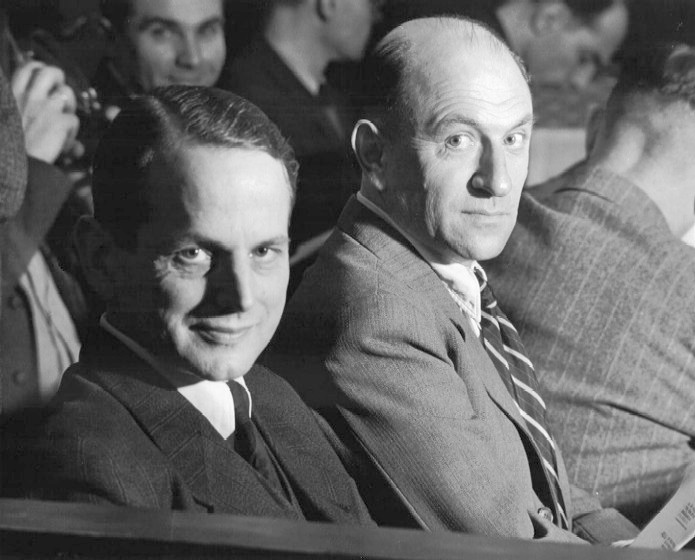
Otto Ohlendorf i Heinz Jost al procés dels Einsatzgruppen a Nuremberg

El 3 de gener de 1946, l'acusació estatunidenca feu aparèixer dos testimonis: Otto Ohlendorf i Dieter Wisliceny. Ohlendorf, antic cap de l'Einsatzgruppe D, va explicar les activitats dels Einsatzgruppen, destacaments de la Sipo, al Front Oriental. Llurs subdivisions, els Einsatzkommandos, estaven afectats a les unitats de cada exèrcit, i encarregats de l'eliminació dels jueus i dels comissaris polítics soviètics. Sobre aquestes eliminacions, Himmler havia declarat als caps dels Einsatzkommandos i dels Einsatzgruppen que llur responsabilitat no estaria compromesa, i que el Führer i el mateix assumirien les conseqüències d'aquests actes. Ohlendorf esclarí igualment al tribunal els estrets lligams entre aquests grups i l'exèrcit regular, en especial pel que fa al XI exèrcit del qual s'havia separat el seu grup. Interrogat sobre el nombre de les seves víctimes, Ohlendorf estimà que l'Einsatzgruppe D havia fet, entre el juny de 1941 i el juny de 1942, 90.000 víctimes, inclosos dones i nens. Si bé al principi tots els jueus eren afusellats, ben aviat ja només s'afusellà els homes, i els nens i les dones foren eliminats als gaswagen.
Dieter Wisliceny, membre del SD des del 1934 i persona propera a Adolf Eichmann, explicà com aquest últim es va ocupar de l'anomenada «qüestió jueva» per al RSHA: emigració, concentració, extermini. El testimoni declarà com Eichmann, sota les ordres directes de Himmler i de Hitler, feia desaparèixer els jueus. Segons les estimacions tant d'Eichmann com de Wisliceny, entre quatre i cinc milions de jueus foren exterminats gràcies al treball d'Eichmann. Aquest, llavors il·localitzable i suposadament mort, adquirí així una fama important quan era gairebé desconegut abans del judici. Eichmann, detingut sota una identitat falsa pels nord-americans, s'escapà després d'assabentar-se de la seva implicació el procés. No fou fins al 1960 quan finalment va ser detingut i jutjat a Jerusalem.

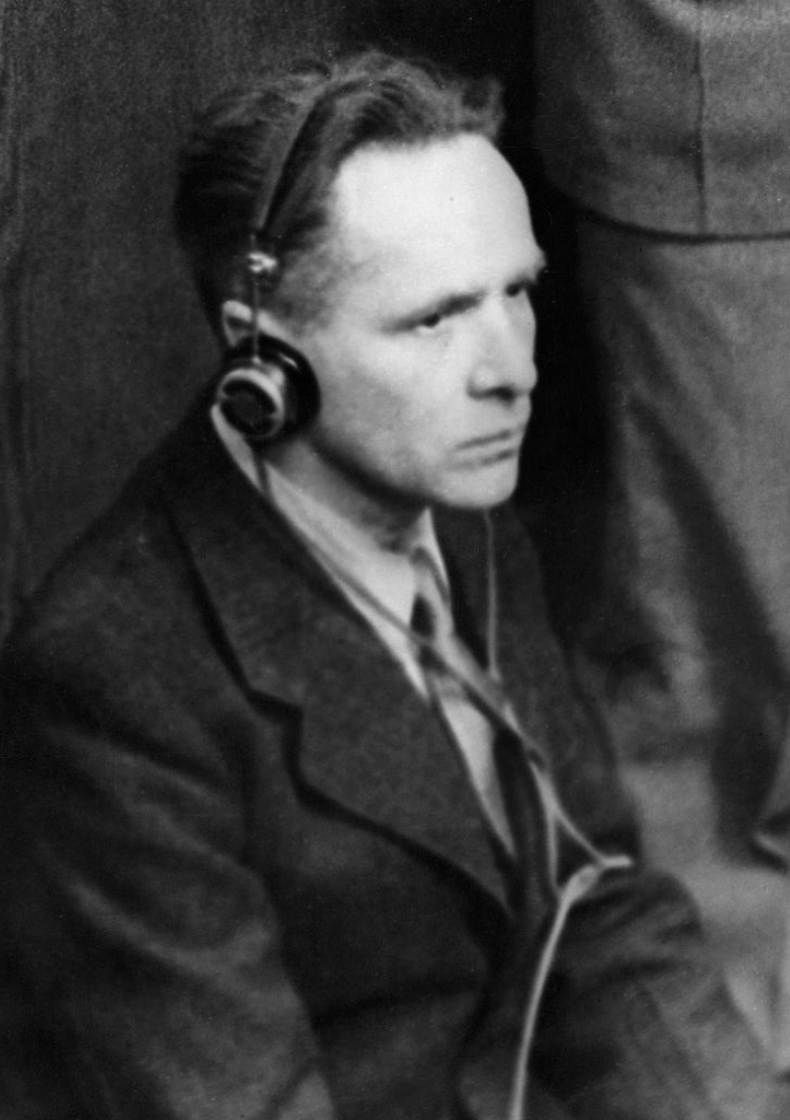
Rudolf Höß testimoni de càrrec durant el procés de Nüremberg

Aquests dos testimoniatges foren seguits i completats pel de Rudolf Höß, primer comandant del camp de concentració i d'extermini d'Auschwitz. Va declarar davant el tribunal el matí del 15 de novembre de 1946, després d'haver fet dues declaracions a Minden, el dies 14 de març i 5 d'abril. De fet fou cridat per la defensa, precisament Kauffmann, l'advocat de Kaltenbrunner, que volia dissociar el seu client de la solució final. Höß explicà llavors com Himmler li transmetia les ordres del Führer, que eren que la SS havia d'erradicar el poble jueu, i que Auschwitz era l'indret més propici per fer-ho. Mais Höß no feu diferència entre el camp de concentració d'Auschwitz, que existia des del 1940, i el camp d'extermini de Birkenau construït a partir de 1941; no feu cap mena de distinció en el seu testimoniatge entre els camps creats abans i després de la guerra.

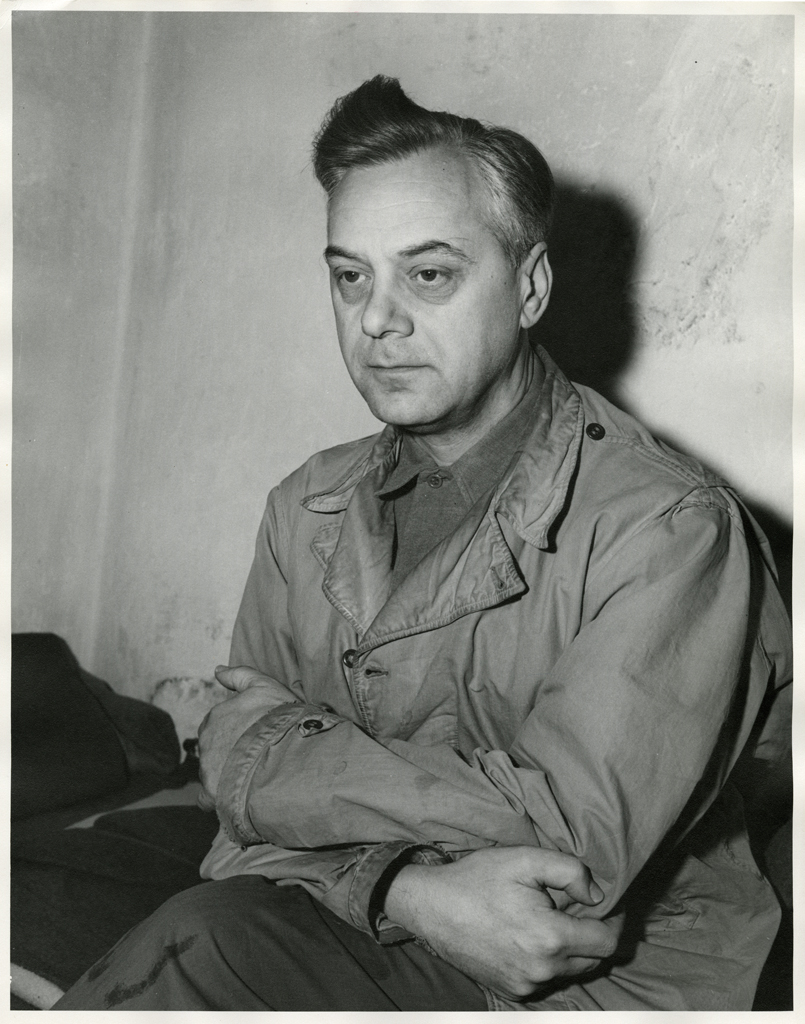
Alfred Rosenberg en la seva cel·la.

Durant la seva declaració, Höß va explicar la construcció de Birkenau, el mètodes de gasejat pel zyklon B, i estimà en 2.500.000 el nombre de persones que van morir a les cambres de gas del complex. Va acusar Himmler i Eichmann, que sabien tots dos el que passava a Auschwitz i que l'havien isitat, tot descartant la idea que Kaltenbrunner hagués rebut ordres on li demanaven d'assassinar els interns de Dachau i dels altres dos camps amb bombes o amb verí.
Durant el dinar posterior, Dönitz i Göring denunciaren el fet que Höß no fos un prussià, com ells, sinó un alemany del Sud ; un prussià mai no hauria comès aquests actes. Frank confià a Gilbert que era « el moment més vergonyós de tot el procés. […] És allò del que se'n parlarà dins de mil anys ». Rosenberg, que havia de prestar declaració després del migdia, declarà li costaria de defensar la seva filosofia després d'aquest testimoniatge.

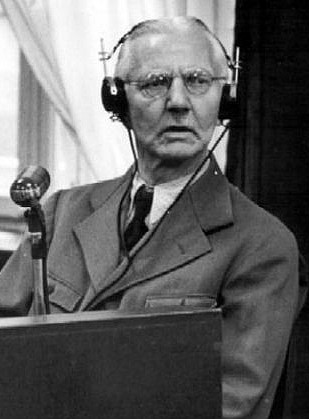
Schacht testimoniant.

Les reaccions dels acusats segons Gilbert foren inequívoques: Schacht declarà que ell mai no hauria pogut fer, com Ohlendorf, assassinar 90.000 persones, que s'hi hauria resistit- Ribbentrop reconegué que reconnaît que « la nostra culpabilitat com a alemanys en les atrocitats i les persecucions dels jueus és tan enorme que hom es queda mut: no existeix cap mitjà de defensa, cap explicació ». Pel que fa a Göring, recordà el Führerstaat, l'Estat dirigit per un sol cap, al qual cadascú obeïa cegament; afirmà que cap d'ells no podia ser considerat responsable del que Hitler, Himmler, Bormann, Goebbels i Heydrich havien dut a terme.
Quan Edgar Faure va presentar els crims contra la humanitat a Europa Occidental, es va aprofitar de l'ajut aportat pel Centre de documentation juive contemporaine ; Léon Poliakov, que hi treballava, va aplegar també « un grapat de documents inèdits » relatius a la persecució dels jueus de França Així, Faure, en la seva presentació, va mostrar que tots els organismes del Tercer Reich havien participat en aquests crims. Encara més, va demostrar que « existeix, en tot servei estàtic jerarquitzat, un circuit continu d'autoritat que és, al mateix temps, un circuit continu de la responsabilitat. »
El raonament de Faure negava l'argumentació dels que, com Göring, voldrien que elFührerstaat els hagués exonerat de tota responsabilitat personal. Faure explicà que el poder, per la seva acció legislativa, i la policia, per la seva acció executiva, van contribuir a separar els jueus de la resta de la població, per tal d'eliminar-los tot seguit, després d'haver preparat psicològicament les poblacions quant a les persecucions i la seva justícia. Va citar especialment d'un futur inculpat, Klaus Barbie, sobre la deportació dels nens d'Izieu. La seva exposició es fonamentà únicament en els documents alemanys: no va cridar a l'estrada cap víctima.
Faure va acusar, en la seva presentació, l'Estat francès, i va esmentar en la seva presentació les lleis antijueves creades i aplicades pel règim de Vichy. Va evocar especialment la creació del Commissariat général aux questions juives, així com la demanda de Pierre Laval, llavors president del consell, de fer deportar els infants jueus de menys de 16 anys. La major part dels jueus de França seria deportada a Auschwitz, com ja va quedar descrit per Marie-Claude Vaillant Couturier. Però el paper d'Auschwitz en el genocidi només es posaria en evidència durant el testimoniatge de Rudolf Höß.

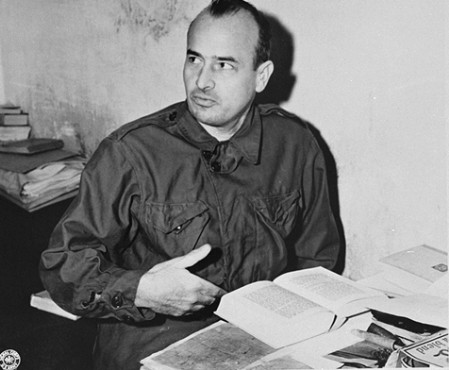
Hans Frank durant la seva detenció

Els guetos de l'Est, llur organització, llur evacuació, i l'eliminació de llurs poblacions a Chełmno, Belzec, Treblinka, Sobibor i d'altres, són el darrer aspecte del genocidi presentat al procés. L'evacuació en dos temps (300.000) el 1942, les 60.000 restants l'abril del 1943) del de Varsòvia, especialment, fou la qüestió central d'una sèrie de documents que es van presentar al tribunal. Després de la primera evacuació, el « barri jueu » va ser transformat en camp de treball per als jueus restants; dues petites organitzacions haurien de transformar la segona evacuació en una veritable batalla, que el general Stroop, responsable de l'operació, presentaria com un èxit complet en el seu informe, completat amb una sèrie de fotografies. Aquests informe fou un dels pilars de la presentació de la liquidació dels guetos; l'altre fou el diari íntim de Frank, remès voluntàriament per l'acusat i llegit a Nuremberg. Aquest diari aclaparà l'acusat, que va declarar el 18 d'abril que « mil anys passaran i aquesta culpa d'Alemanya no serà mai esborrada… »
Amb l'excepció de Frank, tots els altres acusats declararen el seu desconeixement de les persecucions. Deploraren les exaccions, però es tractava per a ells d'una política d'emigració i no d'extermini. El Dr. Thoma, advocat de Rossenberg, tractà fins i tot de defensar el punt de vista doctrinal del seu client, desconeixedor segons ell de l'extermini: fer-lo responsable de les persecucions seria « fer Rousseau i Mirabeau responsables de les atrocitats comeses més tard per la Revolució Francesa ».

#### Organitzacions
Malgrat els articles 9 et 10 dels acords de Londres, l'acusació de les organitzacions plantejava encara dos problemes. En primer lloc, aquestes organitzacions eren bastant heterogènies: cap no s'assemblava a les altres, ni per la seva mida ni pel seu funcionament, i tenien pocs lligams entre elles, la qual cosa implicava que llurs casos havien de ser examinats de manera separada. En segon lloc, el tribunal es negava a pronunciar condemnes que impliquessin una responsabilitat col·lectiva, fos quina fos.
Per sortir de l'impàs, els dies 28 de febrer i 1 de març de 1946, els jutges demanaren d'escoltar el punt de vista de l'acusació i de la defensa sobre aquests articles. Els jutges decidiren de permetre a la defensa cercar els seus testimonis en els camps de presoners, i demanaren a una comissió d'examinar els testimoniatges recollits. Aquesta comissió ben aviat es veié aclaparada per les respostes: 136.213 declaracions a favor de les SS, 38.000 signades per 155.000 persones a favor dels caps polítics i 22.000 per als altres grups.
- El cos dels caps polítics del partit nazi

Robert Servatius, advocat de Sauckel, era també l'advocat dels responsables del partit nazi ; prengué la paraula el 30 de juliol. Tot insistint en l'organització piramidal del partit i les seves disparitats regionals, feu esment a testimonis representatius de cada nivell de poder, per tal de posar en evidència el repartiment de la responsabilitat en funció del càrrec dins de la jerarquia. El 22 d'agost, en la seva al·legació, va tractar de demostrar que la major part de les acusacions no constituïen pas crims de guerra i no entraven doncs en l'àmbit de la competència del tribunal. Com van fer els altres advocats tot seguit, va posar en qüestió la validesa d'una condemna per « afiliació ». Si bé l'acusació va estimar en 600.000 el nombre de responsables del partit, Servatius, sense exonerar els principals dirigents de llur responsabilitat, va posar en dubte la responsabilitat de la totalitat de persones perseguides per l'acusació.
- La SS

El Dr. Pelckmann, advocat de la SS, hagué de fer front a una tasca gairebé insuperable. Va esmentar un testimoni que havia estat designat per Himmler per investigar sobre un afer de corrupció en el si d'un camp de concentració, el jurista Morgen. Morgen, que va visitar en el transcurs de la seva investigació, el 1942, diversos camps de concentració, va afirmar durant el seu testimoniatge que aquests camps estaven ben equipats, amb gespa i flors incloses, que l'alimentació dels presos era satisfactòria i que s'hi organitzaven competicions esportives, hi havia sessions de cinema i music hall, biblioteques. Morgen declarà igualment que en haver-se adonat de l'existència d'un altre tipus de camp prop de Lublin, s'hi va atansar i el va visitar amb el seu comandant, Christian Wirth. Segons el testimoni, aquest, així com tots els que dirigien el 1942 els primers camps d'extermini, com Chełmno i Sobibor, no eren pas membres de la SS, sinó que provenien del programa d'eutanàsia dels anys 1940-1941, i formaven part de la cancelleria del Reich, la qual cosa és inexacta.
- La Gestapo

L'advocat Merkel tenia una tasca tan difícil com la de Pelckmann. L'únic resultat del seu treball era demostrar que nombrosos membres de la Gestapo no eren altra cosa que empleats d'oficina, i que seria injust d'assimilar-los a la resta de l'organització.
- La SA

Els advocats Georg Böhm i Martin Löffer varen tenir força menys complicacions que llurs predecessors : En haver desposseït Hitler la SA de tota influència després de la Nit dels Ganivets Llargs, niomés els calia demostrar que, després del 1934, cap membre de la SA no va tenir cap altres responsabilitats que les derivades d'associacions esportives o paramilitars.
- L'exèrcit

L'estat major general i l'alt comandament de les forces armades alemanyes van ser defensats pel mateix advocat : el Dr Hans Latersner. Aquest va centrar la seva argumentació en els actes de resistència de l'exèrcit alemany al poder hitlerià, especialment l'atemptat del 20 de juliol de 1944. Va esmentar els conjurats, especialment l'almirall Canaris, i va cridar a l'estrada tres mariscals bandejats pel poder : Walther von Brauchitsch, comandant en cap de l'exèrcit del
 el 1941, Gerd von Rundstedt, i Erich von Manstein. Manstein va afirmar que desconeixia les atrocitats comeses per l'exèrcit a Rússia, així com l'extermini dels jueus per part de les SS, però el seu testimoniatge contradigué el d'Otto Ohlendorf. Quant a la sort dels jueus, Telford Taylor va aportar un document signat pel mateix mariscal, on feia una crida als seus soldats a l'extermini del sistema jueu-bolxevic i al càstig dels jueus. Així el seu testimoniatge perdé l'essencial de la seva credibilitat.

### Defensa i actitud dels acusats
Els advocats dels acusats tenien dues possibles vies per defensar llurs clients: D'entrada, obligats pel procediment anglosaxó, podien fer declarar els seus clients sota jurament. Però igualment podien presentar documents al tribunal. Un cop allà, aquest posava certes condicions a l'hora d'acceptar les proves presentades.
D'entrada, tots els documents eren examinats a porta tancada pel tribunal: el president triava quins admetia i quin no. A més, en els documents no es podien abordar certs temes: per exemple, no es podia posar en qüestió el tractat de Versalles, ni l'entrada en guerra de l'URSS. També era un tema tabú la comparació amb els Aliats (el tu quoque) : els advocats no tenien dret a mostrar que els vencedors haurien pogut cometre accions criminals semblants a les dels acusats (especialment bombardeigs de poblacions civils, com ara el de Colònia, en l'anomenada Operació Millennium)

#### Hermann Göring

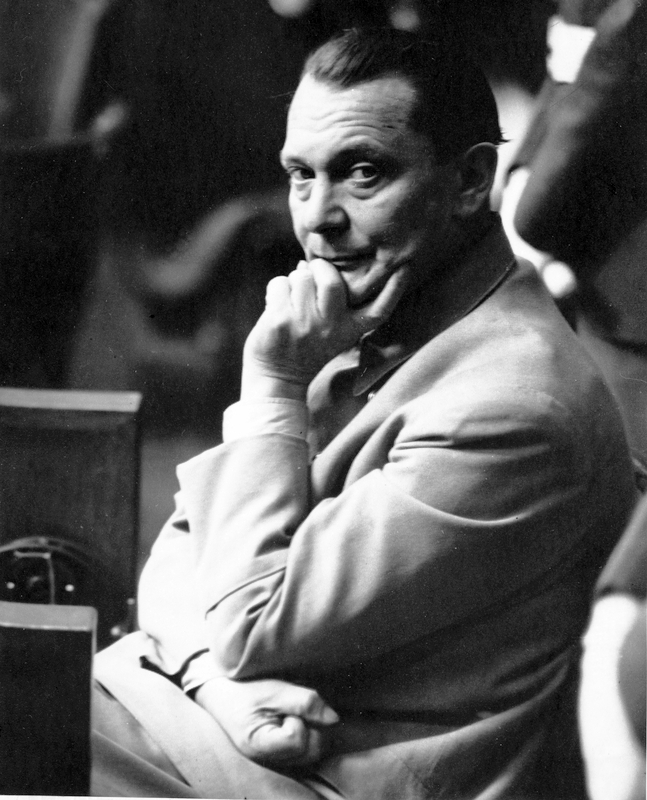
Göring durant el procés.

Cridat a l'estrada per declarar, Göring ho va fer durant vuit dies, interrogat pel seu advocat Otto Stahmer, i després per Jackson. Durant sis hores, Göring descrigué en un darrer discurs de propaganda la història del nacionalsocialisme. Va seduir l'audiència amb la intel·ligència cartesiana i l'encant que havia retrobat després de la seva cura de desintoxiació. En fer front a Robert Jackson, i sobretot en guanyar en part el duel, a ulls del públic i de la premsa, Göring va retrobar una bona part de la seva combativitat.
El seu advocat va cridar a testimoniar, en favor de l'acusat, Rudolf Diels, antic dirigent de la Gestapo de 1933 a 1934, protegit per Göring durant la Nit dels Ganivets Llargs i la repressió que es produí després de l'atemptat del 20 de juliol de 1944 contra Hitler.

#### Rudolf Hess

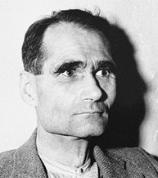
Hess durant el seu empresonament

L'advocat de Hess, Günther von Rohrscheidt, va presentar una moció el 30 de novembre: pensava que el seu client era incapaç de defensar-se, a causa de la seva amnèsia. Molts psiquiatres, de les quatre nacions aliades, passaren per l'estrada per donar llur opinió sobre la incapacitat de l'acusat. Només els experts mèdics soviètics afirmaren que Hess era normal del tot, i que simulava el seu estat. Els altres, sense declarar-lo boig, pensaven que no es podia defensar normalment. Lawrence donà la paraula a Hess: aquest declarà que la seva amnèsia era una tàctica i que només la seva concentració era pobra. Fou, doncs, declarat apte per defensar-se i es va aixecar la sessió. No obstant això, després d'haver canviat d'advocat i d'haver contractat Alfred Seidl, que defensava també Hans Frank, va decidir de no presentar-se a l'estrada, quan havia de declarar com a testimoni, després de Göring, el 25 de març de 1946. Segons el psicòleg Gilbert, la seva memòria era realment feble.

#### Albert Speer
Després de Göring, l'acusat més prominent del procés era sens dubte Albert Speer. Seria l'únic que faria autocrítica i obtindria una clemència moderada. El seu interrogatori sorprengué la premsa i el conjunt del tribunal: fins aquí, tots els acusats havien seguit les passes de Göring, sense posar en qüestió el règim i Hitler. Speer assumí la seva responsabilitat.
Els fiscals li reprotxaren d'haver explotat la mà d'obra durant les seves funcions com a ministre de l'armament i de la producció de guerra. Quan se li va demanar si desitjava limitar la seva responsabilitat al seu camp tècnic, ho va rebutjar i declarà que havia d'assumir-la sobretot perquè els altres acusats se n'amagaven i perquè el cap del govern alemany s'hi havia sostret davant el món sencer i el poble alemany.

#### Contraatacs
Pel que fa als crims contra la pau, desenvolupats per Lord Shawcross, s'havien descartat punts nebulosos: l'actitud conciliadora de les democràcies envers les violacions dels tractats per Hitler, i la guerra d'agressió en què va participar un dels aliats: la invasió de Polònia per part de l'URSS.

##### Actitud de les democràcies
El primer «problema» seria ràpidament esgrimit per la defensa, pels advocats de Schacht i de Neurath especialment. El de Schacht esmentà especialment les visites amistoses dels britànics a Berlín, després d'una de les violacions del tractat de Versalles que havia donat a lloc a reprimendes purament formals.
Va insistir en el fet que les violacions del tractat no van donar lloc a cap condemna, i que els pactes, que modificaren les seves disposicions fonamentals, van ser conclosos entre els antics bel·ligerants (com el pacte marítim amb la Gran Bretanya). Fins i tot va arribar a citar Churchill:
| « | No podem dir si Hitler serà l'home que desencadenarà una nova guerra mundial en la qual la civilització s'enfonsarà irremeiablement, o si passarà a la història com l'home que va restablir i el sentit de país en la gran nació alemanya […] | » |

De la mateixa manera, els Aliats de la Primera Guerra Mundial no reaccionaren a l'Anschluss, prohibit tanmateix als tractats de Versalles i de Saint-Germain-en-Laye, que estipulaven que no es podia fer una unió austro-alemanya sense l'acord de la SDN (França s'havia oposat, d'altra banda, el 1931, al projecte d'unió duanera entre Alemanya i Àustria.)
L'advocat de Neurath va anar encara més lluny, i va acusar el govern francès d'aleshores d'haver volgut encerclar Alemanya, en signar un projecte d'assistència amb l'URSS Va precisar igualment que l'opinió pública francesa no volia pas el projecte, en veure-hi més riscos de guerra que possibilitats de pau. Aquests advocats demostrarien que els governs anglès i francès van cedir enfront de HItler, en totes les seves exigències; fou, en paraules de Casamayor, « la depressió d'una pau evitada » que pesava damunt l'assistència. Les revelacions de Keitel demostrarien igualment que la inacció de les tropes franceses i angleses durant la campanya va pesar en el desenllaç final: enfront d'ells, no hi havia altra cosa, segons el mariscal, « que una feble línia de tropes alemanyes, i no una veritable defensa. » El que destaca d'aquestes revelacions, segons Casamayor, és que les democràcies occidentals volien fer servir el nazisme com una mena de protecció contra l'URSS.

##### Actitud de l'URSS

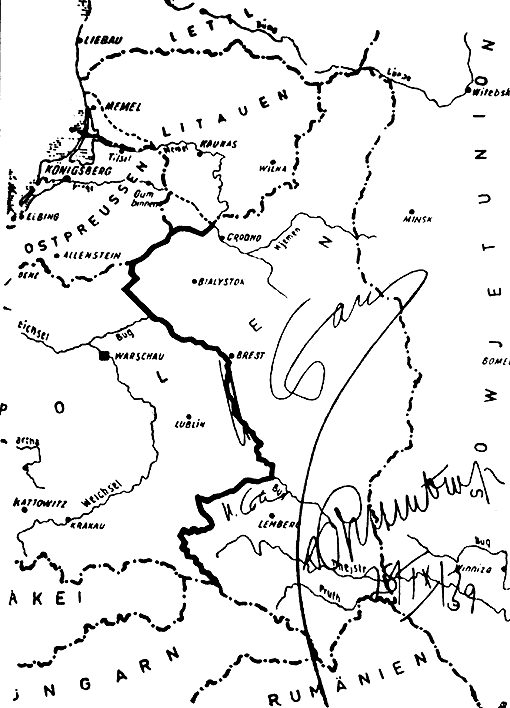
Escrit contingut al protocol secret, signat per Ribbentrop i Stalin.

Segons els advocats de la defensa, si s'havia de mantenir l'acusació de «conspiració», també s'havia de fer igualment contra l'URSS. Entre agost del 1939 i juny de 1941, el pacte de no-agressió signat per Ribbentrop i Mólotov va comportar una certa complicitat entre els dos futurs bel·ligerants. El pacte va ser publicat, i formà part de les proves del procés, però el seu protocol secret, que preveia l'atac de Polònia per part de l'URSS, encara no es va revelar. No fou fins al 25 de març de 1946 que l'advocat de Hess, Afred Seidl, exposà el protocol i el seu contingut. Va exposar, en plena sessió, un afidàvit del cap dels serveis jurídics d'Afers Estrangers, que va redactar el pacte complet. El jutge Lawrence l'aturà: aquest text no formava part de les proves relatives a Hess, i el tribunal no el va examinar. Seidl explicà que aquest text estava en poder seu des de feia poc. Lawrence demanà llavors als fiscals si tenien objeccions a la utilització del text.
El fiscal soviètic s'oposà a aquesta utilització: tal com preveia l'Estatut, havia de poder examinar el text abans de donar-hi la seva aprovació, i va anunciar que no el coneixia. Seidl demanà llavors la compareixença de Mólotov, per tal d'autentificar el document. El president l'interrompé definitivament. No obstant això, el protocol secret reaparegué durant l'interrogatori de la secretària de Ribbentrop, testimoni de la defensa, el 28 de març. L'advocat de Ribbentrop li feu expressar el seu coneixement d'un pacte secret. Un cop més, Rudenko s'oposà a la menció d'aquest pacte: el testimoni només fou qualificat quant a les qüestions de personalitat de l'acusat, i incompetent en política estrangera. El president del tribunal, en notar que era la segona vegada que s'esmentaven les clàusules secretes del pacte, demanà a Seidl si posseïa o no una còpia d'aquest. A part de l'afidàvit, l'advocat no tenia res: per a ell, les dues còpies existents del pacte estaven a Moscou. Una d'elles s'hi va dur després de la signatura; l'altra fou recuperada per l'Exèrcit Roig als arxius del ministeri de Ribbentrop.
El tribunal es retirà per posicionar-se sobre l'admissibilitat d'aquestes qüestions. Els acusats s'alegraren davant aquesta situació vergonyosa. Quan el tribunal va reaparèixer, Lawrence declarà que les qüestions relatives a l'acord eren admissibles. Ribbentrop, cridat a l'estrada, confirmà el contingut de l'acord : la partició de Polònia havia estat preparada per Hitler i Stalin de comú acord. Fins i tot tenint en compte que l'argument de Seidl, llegit el 25 de juliol de 1947, fou censurat pel tribunal en les parts que posaven en qüestió el paper de l'URSS, ja s'havia mostrat la prova de la complicitat en la guerra d'agressió. No obstant això, la sentència del procés no l'esmentaria.

#### En espera del veredicte

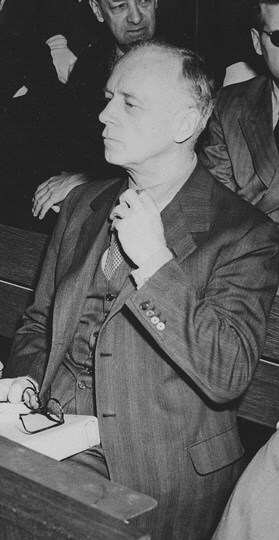
Ribbentrop al procés

El 31 d'agost de 1946, la ràdio difongué les darreres declaracions dels acuats. A Au cœur du Troisième Reich, Albert Speer descrigué aquestes declaracions com a marcades pels nous mesos de debats.:
- Göring, que havia començat el procés amb la intenció de justificar-se, parlà en la seva al·locució final de greus crims, tot afirmant que no n'havia tingut coneixement, i condemnà les espantoses massacres que pretenia no arribar a comprendre;
- Keitel assegurà que preferia morir abans que deixar-se implicar de nou en aquests crims atroços;
- Frank parlà de la culpa que s'havia atribuït a Hitler i al poble alemany i advertí als incorregibles de no «prendre el camí de la follia política que condueix necessàriament a la ruïna i a la mort»;
- Streicher condemnà l'extermini dels jueus per Hitler;
- Funk parlà de «crimes espantosos que l'omplien d'una vergonya profunda»;
- Schacht es mostrà trasbalsat per «l'angoixa indescriptible que havia tractat d'advertir»;
- Sauckel es declarà «profundament trasbalsat per les malifetes revelades en el transcurs d'aquest procés»;
- Seyss-Inquart parlà d'espantós excés;
- Fritzsche declarà que «la mort de cinc milions d'homes era un lúgubre advertiment per a l'avenir».

Però tots ells negaren que haguessin pres part en aquests esdeveniments. Göring declarà «davant Déu i el poble alemany», la seva innocència, i afirmà que la seva única guia havia estat el seu patriotisme. Quant als crims que es van exposar durant el procés, cap en va assumir la responsabilitat.

Davant Gilbert, Göring reconegué nogensmenys que Hitler va perdre la guerra de les idees: 
| « | Quan els alemanys s'adonaran de tot el que ha estat revelat en aquest procés, no caldrà condemnar-lo ; es va condemnar a si mateix. | » |

 Ribbentrop demanà a Gilbert d'intercedir perquè fossin absolts, per tal pogués escriure el llibre sobre els errors del nazisme. Raeder esperava una condemna a mort més que no pas una de presó perpètua; la major part dels altres detinguts es mostraven apàtics. Keitel estava deprimit i es va negar a veure la seva dona. Tanmateix, no va perdre el temps: a partir de l'1 de setembre, escriuria les seves Memòries sobre el període 1933-1945. Acabaria d'escriure-les el 10 d'octubre.

## Deliberacions
Dels vuit jutges (quatre titulars i quatre suplents), només els titulars tenien dret a vot en les deliberacions, tot i que en les discussions als suplents se'ls escoltava bastant. Els articles 4 i 29 de l'Estatut proporcionen detalls de les decisions preses, i la manera d'execució de les penes. Les decisions es prenien per majoria de vots, i en cas d'igualtat de vots, el president (Lawrence) seria decisiu. Per a l'execució de les penes, només el Consell de Control per a Alemanya podia executar-les, modificar-les o reduir-les. El Tribunal no tenia cap control sobre això, al contrari del que faria Donnedieu de Vabres.

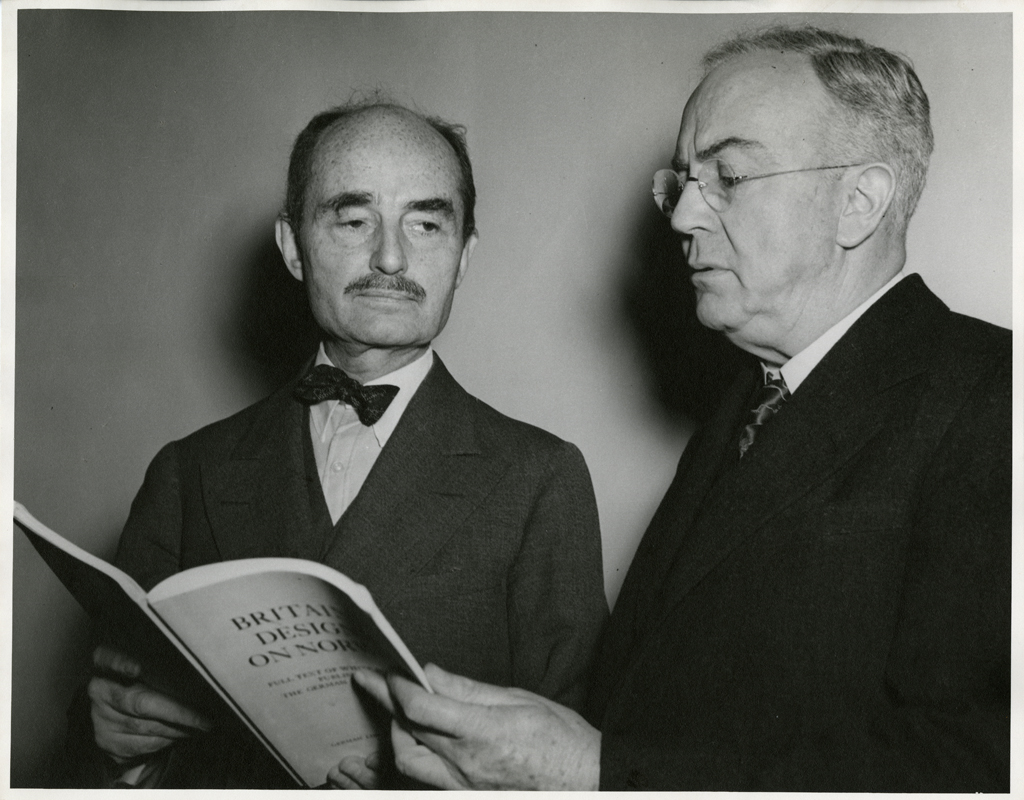
Els jutges estatunidencs Biddle i Parker

La primera reunió es va celebrar el 27 de juny de 1946, abans del final del procés, i a continuació es van produir 22 reunions més fins a l'emissió del veredicte. Vuit d'aquestes reunions van tenir per objecte les qüestions jurídiques i llur interpretació : una de les principals va ser suscitada per Donnedieu de Vabres, que qüestionà, mitjançant la presentació d'un memoràndum, l'acusació de «conspiració». Per a ell, aquesta acusació és desconeguda en el dret internacional en el continental. Però per als altres jutges, aquesta discussió no té sentit; Els nord-americans pensaven que si la «conspiració» era descartada, els «crims contra la pau» havien de ser-ho igualment. El jutge francès ho admeté, però no votaria a favor de cap condemna de conspiració.
Es plantejava també una altra qüestió: com executar els condemnats a mort? Per penjament, mort humiliant, o per afusellament, la «mort del soldat»? Si bé el jutge soviètic s'inclinava per la primera opció, el francès proposava que alguns fossin afusellats, per exemple els militars, i que els altres fossin penjats. Aquesta decisió seria presa al final de les deliberacions sobre els individus: si bé els francesos desitjaven que Keitel i Jodl fossin afusellats, Biddle només defensava això per a Jodl. Finalment, la decisió seria presa el 10 de setembre: tots els condemnats seria penjats.
La major part de les condemnes van ser objecte de discussions entre els quatre jutges:
- Göring fou considerat culpable de tots els delictes que se li imputaven pel conjunt dels jutges (llevat del delicte de conspiració per part de Donnedieu de Vabres). El jutge francès votà a favor de l'afusellament, i els altres tres a favor del penjament.
- Rudolf Hess va ser condemnat a cadena perpètua després de llargues negociacions: el jutge rus volia la pena de mort, el jutge francès la de 20 anys a la presó, el jutges americans i anglesos la cadena perpètua. Finalment, el jutge rus va canviar la seva posició, però obtingué, no obstant això, que Hess fos inculpat dels càrrecs de crims de guerra i de crims contra la humanitat. No seria, però, condemnat per aquests.
- Ribbentrop, Keitel, Jodl i Rosenberg tenen el mateix tractament que Göring: culpable de tots els càrrecs i condemnat a mort. Un cop més, Donnedieu de Vabres votà sol a favor de l'afusellament de Keitel i per a la cadena perpètua contra Rosenberg i Jodl.
- Kaltenbrunner i Frank foren trobats culpables dels darrers càrrecs, però no del primer. Foren condemnats a mort; Donnedieu de Vabres demanà cadena perpètua per a Frank.
- Streicher fou condemnat a mort sense discussió.
- Funk, malgrat l'oposició del jutge rus que desitjava la mort, fou condemnat a cadena perpètua, després d'haver estat trobat culpables de tres dels càrrecs que se li imputaven.

- Speer fou trobat culpable dels dos darrers càrrecs de l'acusació, però la seva condemna fou objecte de debats : Biddle i Nikíttxenko votaren a favor de la poena de mort. Donnedieu de Vabres i Lawrence demanaren 10 anys de presó. Biddle els aplegà en 20 anys de presó.
- Neurath fou trobat culpable de tots els càrrecs que se li imputaven, i condemnat a 15 anys de presó.
- Seyss-Inquart fou considerat culpable dels tres darrers càrrecs imputats i condemnat a mort.
- Schacht fou un cas que provocà un debat molt intens: Lawrence advocava per l'absolució, Donnedieu de Vabres volia 5 anys de presó, Biddle cadena perpètua i Nikíttxenko la mort. Després de les absolucions de Papen i de Fritzsche, el jutge francès, seguit del jutge estatunidenc, optaren per l'absolució de Schacht, contra el parer del jutge soviètic.
- Dönitz fou defensat pel jutge estatunidenc, que no veia perquè havia de ser condemnat per actes que l'amirall Nimitz també havia ordenat. Però els britànics, després de l'arribada al poder dels laboristes, es mostraven d'altra banda més inclinats a condemnar els militars. Lawrence i Nikíttxenko estaven d'acord en una pena de 10 anys de presó i reberen el suport de Donnedieu de Vabres. Per contra, tots estaven d'acord que la pena de Dönitz fos menys important que la del seu predecessor, Raeder.
- Raeder fou condemnat pels tres primers càrrecs, mentre que Dönitz fou absolt de l'acusació de conspiració. Donnedieu de Vabres demanà 20 anys, Lawrence i Biddle cadena perpètua. Nikíttxenko la mort. Al final se'l condemnà a cadena perpètua.
- Baldur von Schirach fou considerat culpable de crims contra la humanitat. Biddle i Donnedieu de Vabres demanaren 20 anys de presó. Lawrence i Nikíttxenko la mort. Es va optar per la cadena perpètua com a solució de compromís.[142]

## Veredicte
El dies 30 de setembre i 1 d'octubre del 1946, gairebé un any després de la primera reunió del Tribunal, es pronuncià la sentència. Durant la jornada del 30, la descripció del nazisme, dels seus crims, les proves contra els acusats així com el judici quant a les organitzacions. El matí de l'1 d'octubre, es va expressar la culpabilitat de cada acusat. Després del dinar, es van pronunciar les penes.
Lawrence prengué la paraula per anunciar la sentència ; al cap de tres quarts d'hora, passà la paraula a un altre jutge. La sentència va començar amb un llarg preàmbul, que xifrava especialment les audiències públiques, el nombre de testimonis de l'acusació i la defensa, el nombre de declaracions escrites signades a favor de les organitzacions (prop de 200.000), etc.
Quant al principi de no retroactivitat, la sentència declarà, pel que fa als crims contra la pau, que d'una banda la retroactivitat no era una norma de dret internacional, i que d'altra banda els acusats no podien pretendre que ignoraven la il·legalitat de llurs accions. Finalment, l'estat de necessitat justificaria (si fos necessari) que el Tribunal estigués obligat a violar aquesta norma generalment seguida.

### Organitzacions
Els jutges llegiren la sentència de les organitzacions, i expressaren les conseqüències del veredicte adreçant-se als altres tribunals:
D'una banda, una organització anomenada « criminal » ha de tenir :
- objectius criminals ;
- una homogeneïtat que lliga els membres els uns als altres amb un objectiu comú ;
- una formació o una utilització que tingui una relació amb els crims definits per l'Estatut.[145]

Així, en els futurs processos de desnazificació, l'acusació hauria de provar que els acusats coneixen els objectius de l'organització a la qual s'havien adherit i que aquesta adhesió no era obligatòria. Així, la idea de Bernais de poder condemnar més fàcilment un gran nombre d'individus fou en gran part abandonada.
D'altra banda, el tribunal emeté les recomanacions següents: que les lleis de desnazificació fossin esmenades per tal de seguir la decisió del tribunal, especialment pel que fa a les penes infligides, i que les penes fossin unificades a les diferents zones d'ocupació aliades.
Quatre organitzacions van ser declarades criminals: el cos dels caps polítics del partit nazi, la SS, la Gestapo i el SD. Si bé els dos primers, tal com van ser acusats, foren considerats completament criminals, el tribunal exonerà moltes categories de persones, especialment a la Gestapo i el SD, dos grups formats per voluntaris. D'entrada, foren exonerats tots aquells que ja no realitzaven les seves tasques amb les organitzacions a partir de l'1 de setembre de 1939, abans del començament de la guerra. El servei de seguretat als exèrcits, i el de la protecció de fronteres i de duana, inclosos a la Gestapo, així com tots aquells que ocupaven càrrecs d'oficinista, de conserge o altres feines similars de la Gestapo o del SD, també van ser exclosos de la sentència.
La SA (els caps de la qual havien estat suprimits el 1934), el gabinet del Reich (grup restringit, que ja no va funcionar regularment des del 1937), i els comandaments militars (que no constituïen grups segons la visió dels jutges), es van lliurar de l'acusació col·lectiva, la qual cosa no impediria que llurs membres fossin perseguits individualment.

### Genocidi

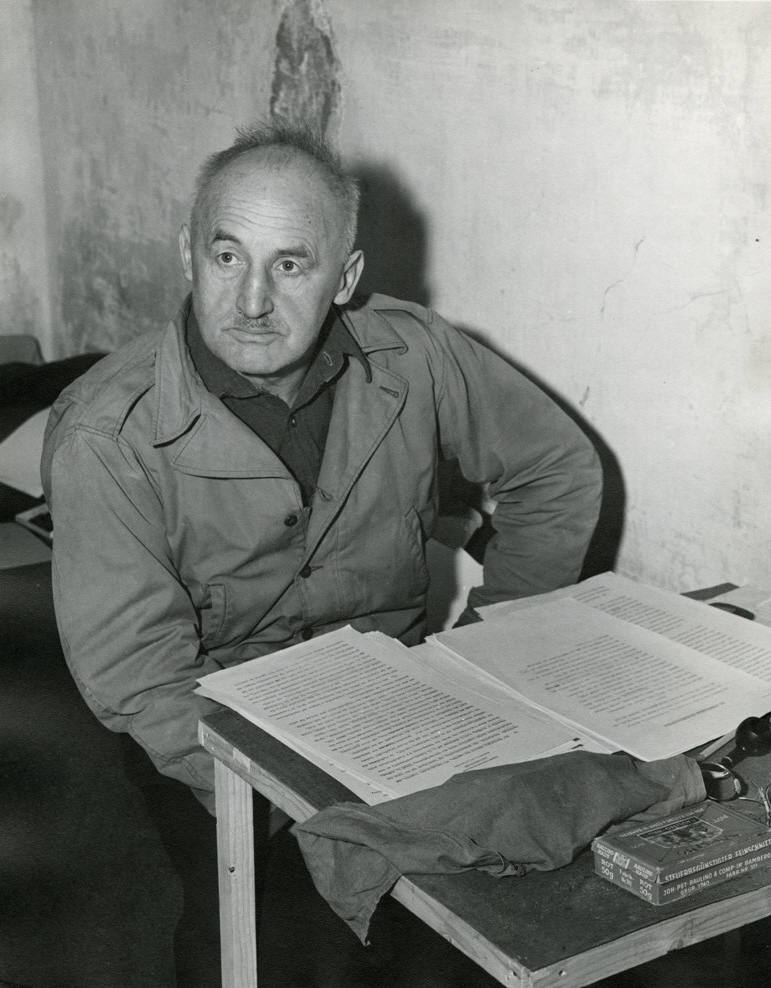
Streicher a la presó

Aquesta part del procés fou objecte d'un capítol del judici: distingí, d'entrada, la persecució abans i durant la guerra. Però el tribunal no va poder establir el vincle entre la persecució dels jueus abans de la guerra i l'esclat d'una guerra d'agressió; la persecució dels jueus no es considerà un crim contra la humanitat. No obstant això, aquesta persecució es demostrà, i els condemnats Göring, Ribbentrop, Kaltenbrunner, Rosenberg, Frank, Frick, Funk, Schirach, Seyss-Inquart, Bormann i Streicher n'estaven convençuts. Streicher especialment, condemnat pels seus escrits, serà descrit « universalment conegut com llur (els jueus) enemic més acarnissat ».
A contrario, Fritzsche, malgrat la propaganda antisemita que va mostrar, mai no va recolzar obertament la persecució o l'extermini dels jueus. A més, va tractar de fer prohibir, per dos cops, el diari de Streicher : així doncs fou absolt d'aquest càrrec.

## Primer judici

### Sort dels acusats
| Acusat                              | Càrrecs     | Càrrecs             | Càrrecs         | Càrrecs                   | Veredicte                                      | Remarques |
| Acusat                              | Conspiració | Crims contra la pau | Crims de guerra | Crims contra la humanitat | Veredicte                                      | Remarques |
| ----------------------------------- | ----------- | ------------------- | --------------- | ------------------------- | ---------------------------------------------- | --- |
| Martin Bormann                      | Absolt      | No inculpat         | Culpable        | Culpable                  | Condemnat, en absència, a mort per penjament   | Mort al final de la batalla de Berlín (cos descobert el 1972 · ).                                              |
| Karl Dönitz                         | Absolt      | Culpable            | Culpable        | No inculpat               | Deu anys de presó                              | Mort a principis dels anys 1980                                                                                |
| Hans Frank                          | Absolt      | No inculpat         | Culpable        | Culpable                  | Pena de mort                                   | Executat |
| Wilhelm Frick                       | Absolt      | Culpable            | Culpable        | Culpable                  | Pena de mort                                   | Executat |
| Hans Fritzsche                      | Absolt      | Absolt              | Absolt          | No inculpat               | Absolt                                         | Condemnat a nou anys de presó per un tribunal de desnazificació ; purgà cinc anys ; mort el 1953               |
| Walther Funk                        | Absolt      | Culpable            | Culpable        | Culpable                  | Cadena perpètua                                | Alliberat per raons de salut el 1957 ; mort el 1960                                                            |
| Hermann Göring                      | Culpable    | Culpable            | Culpable        | Culpable                  | Pena de mort                                   | Se suïcidà poc abans de la seva execució                                                                       |
| Rudolf Hess                         | Culpable    | Culpable            | Absolt          | Absolt                    | Cadena perpètua                                | Se suïcidà a la presó el 1987                                                                                  |
| Alfred Jodl                         | Culpable    | Culpable            | Culpable        | Culpable                  | Pena de mort                                   | Executat. Absolt a títol pòstum de tots els càrrecs per un tribunal alemany de desnazificació el 1953.         |
| Ernst Kaltenbrunner                 | Absolt      | No inculpat         | Culpable        | Culpable                  | Pena de mort                                   | Executat |
| Wilhelm Keitel                      | Culpable    | Culpable            | Culpable        | Culpable                  | Pena de mort                                   | Executat |
| Gustav Krupp von Bohlen und Halbach | Inculpat    | Inculpat            | Inculpat        | Inculpat                  | Considerat mèdicament incapaç per ésser jutjat | Mort el 1950                                                                                                   |
| Robert Ley                          | Inculpat    | Inculpat            | Inculpat        | Inculpat                  | Mort abans del veredicte                       | Se suïcidà a la presó el 25 d'octubre de 1945                                                                  |
| Konstantin von Neurath              | Culpable    | Culpable            | Culpable        | Culpable                  | Quinze anys de presó                           | Alliberat per raons de salut el 1952 ; mort el 1956                                                            |
| Franz von Papen                     | Absolt      | Absolt              | No inculpat     | No inculpat               | Absolt                                         | Condemnat a deu anys de treballs forçats per un tribunal de desnazificació; va purgar dos anys; mort el 1969   |
| Erich Raeder                        | Absolt      | Culpable            | Absolt          | No inculpat               | Cadena perpètua                                | Alliberat per motius de salut el 1955 ; mort el 1960                                                           |
| Joachim von Ribbentrop              | Culpable    | Culpable            | Culpable        | Culpable                  | Pena de mort                                   | Executat |
| Alfred Rosenberg                    | Culpable    | Culpable            | Culpable        | Culpable                  | Pena de mort                                   | Executat |
| Fritz Sauckel                       | Absolt      | Absolt              | Culpable        | Culpable                  | Pena de mort                                   | Executat |
| Hjalmar Schacht                     | Absolt      | Absolt              | No inculpat     | No inculpat               | Absolt                                         | Condemnat a vuit anys de treballs forçat per un tribunal de desnazificació: absolt en apel·lació; mort el 1970 |
| Baldur von Schirach                 | Culpable    | No inculpat         | No inculpat     | Culpable                  | Vint anys de presó                             | Alliberat després d'haver complert la totalitat de la seva pena, el 1966. Mort el 1974.                        |
| Arthur Seyß-Inquart                 | Absolt      | Culpable            | Culpable        | Culpable                  | Pena de mort                                   | Executat |
| Albert Speer                        | No inculpat | No inculpat         | Culpable        | Culpable                  | Vint anys de presó                             | Alliberat després d'haver complert la totalitat de la seva pena, el 1966. Mort el 1981.                        |
| Julius Streicher                    | Absolt      | No inculpat         | No inculpat     | Culpable                  | Pena de mort                                   | Executat |

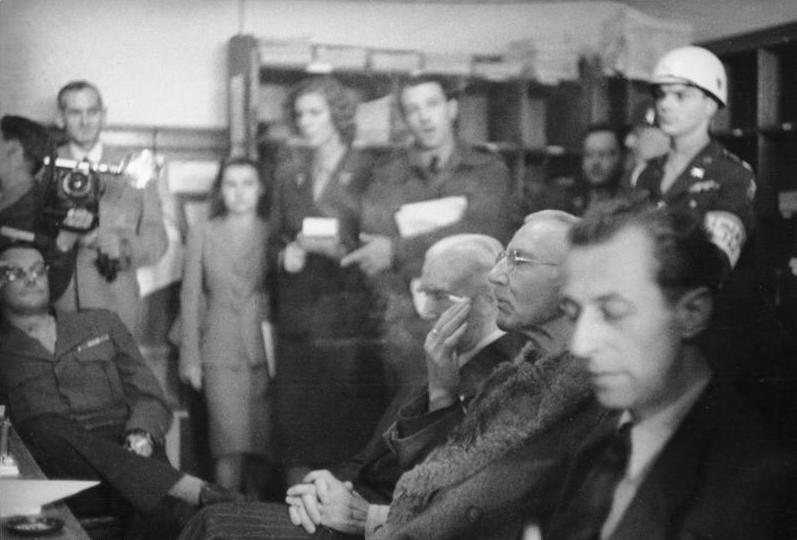
Conferència de premsa dels inculpats absolts: Papen, Schacht, Fritzsche (d'esquerra a dreta).

La sentència es va pronunciar per a cada acusat, a la tarda, durant una sessió de quaranta-cinc minuts, sense la presència de la premsa. El tribunal pronuncià dotze sentències de mort, set penes de presó i tres absolucions.
Quan es pronuncià l'absolució de Schacht, hi va haver un estupor general: ningú, especialment els advocats dels acusats, creia en la possibilitat d'una absolució. Fritzsche i Papen foren igualment absolts : malgrat les responsabilitats d'aquest últim en l'Anschluss, el fet que aquesta annexió no fos considerada com una guerra d'agressió li permeté d'escapar a la condemna. Fritzsche estava completament atordit: no seria enviat de tornada a Rússia i va dir llavors que «tenia la impressió, del principi del procés, que jo representava Goebbels i que seria, doncs, condemnat en lloc seu».
El judici no estava completament acabat: el president prengué la paraula a petició del jutge Nikíttxenko. Aquest demanà que s'esmentés en l'acta de la prova que no està d'acord amb les tres absolucions de Schacht, Papin i Fritzsche, la condemna de Hess (que havia sol·licitat la mort) i l'absolució de tres organitzacions: el Gabinet del Reich i les organitzacions militars.
Els acusats, després de llur sortida de la presó de Nuremberg alguns dies més tard, serien arrestats per la policia alemanya i jutjats davant tribunals de desnazificació.

## Altres judicis

### A Alemanya
Durant i després del procés principal es van desenvolupar altres processos en les diferents zones d'ocupació d'Alemanya. 5.006 persones van ser inculpades, 794 condemnades a mort, 486 executades.
Entre aquests processos, els dotze que va tenir lloc a la zona d'ocupació nord-americana són anomenats de vegades « processos successors » :

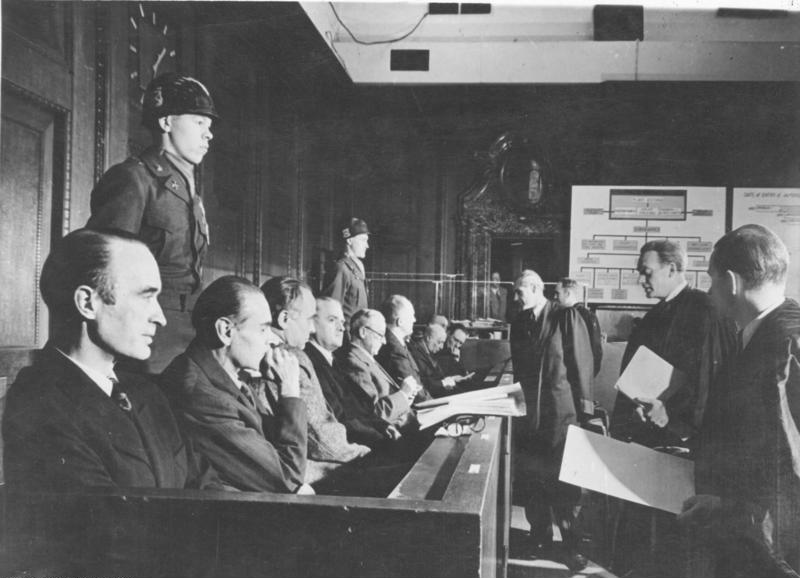
Procés Krupp

1. el Judici dels metges (o Procés dels doctors), que va acabar amb set condemnes a mort i cinc a cadena perpètua. La resta foren penes de presó o absolucions ;
2. el Judici de Milch: l'únic acusat fou condemnat a cadena perpètua ;
3. el Judici dels jutges i dels juristes : quatre cadenes perpètues ;
4. el Judici de Pohl, o Procés del WVHA, que incloïa la burocràcia dels camps de concentració, quatre condemnes a mort, una de les quals fou executada.
5. el Judici de Flick: penes de presó ;
6. el Judici a la IG Farben: penes de presó ;
7. el Judici dels ostatges, relatiu als generals que van actuar al sud-est d'Europa: dues cadenes perpètues ;
8. el Judici RuSHA: una cadena perpètua ;
9. el Judici als Einsatzgruppen: tretze condemnes a mort, quatre de les quals foren executades, dues cadenes perpètues ;
10. el Judici de Krupp: penes de presó ;
11. el Judici dels ministeris: penes de presó ;
12. el Judici a l'Alt Comandament, relatiu als generals que havien atacat l'URSS : dues cadenes perpètues.

Hi ha haver altres judicis del Tribunal Militar de Nuremberg en altres zones ocupades, com els judicis de la Casa Curio a Hamburg o els 410 crims de la fase final. També hi va haver judicis contra funcionaris menors de l'Estat, Exèrcit, doctors i industrials, celebrats entre el 1946 i 1949.
Sempre en la zona d'ocupació estatunidenca, es van celebrar els Judicis de Dachau, on es jutjà criminals de guerra menors, tal com Nuremberg ho havia fet amb els criminals majors. A Dachau van tenir lloc diversos processos entre 1946 i el començament dels anys 1950 : en total, 489 processos jutjaren 1.672 inculpats.
Davant els tribunals, alemanys en aquest cas, es van instaurar processos de desnazificació; els absolts de Nuremberg especialment hi serien jutjats. En total, 5288 alemanys hi serien condemnats per altres alemanys per crims comesos envers els alemanys. Però els delictes eren sovint menors, car les proves eren difícils de reunir. A més, els alemanys en aquella època estaven més concentrats en els mitjans per cobrir llurs necessitats bàsiques, i consideraren en part que aquests processos eren part de la justícia dels vencedors.
A partir de 1949, amb la creació de la RFA, el poder judicial torna a estar del tot sota control alemany. 628 nous sospitosos, en gran part guàrdies de camps de concentració, serien condemnats entre 1950 i 1955. Però el 1958, després del « Procés de l'esquadró », els ministeris de Justícia dels Länder van crear l'Oficina Central de les administracions de Justícia de l'Estat per a la Investigació de Crims Nacionalsocialistes, que reprendria les investigacions sobre les massacres en massa dels jueus als territoris de l'Est. En 1964, ja havia obert més de 700 investigacions, de les quals moltes acabaren en processos i condemnes.
El 1970, s'estimava en 11.000 el nombre de nazis condemnats pels tribunals aliats i d'Alemanya Occidental. El principi dels anys 1970 estigué marcat igualment per l'acció de Beate i Serge Klarsfeld. El 1979, llur treball dugué davant la justícia Kurt Lischka, comandant del SD i de la Gestapo del « Gross Paris », Herbert Hagen, antic superior d'Eichmann, i d'Ernst Heinrichsohn, adjunt al servei d'afers jueus a París: fou el Procés de Colònia

### Al Japó
Els Processos de Tòquio, per jutjar els criminals de guerra del règim Shōwa foren creats després de la conferència de Potsdam el 19 de gener de 1946. Basats en els mateixos principis que Nuremberg, onze jutges, que representaven els països aliats contra el Japó (EUA, URSS, Regne Unit, França, Països Baixos, la Xina, Austràlia, Nova Zelanda, Canadà, Índia i Filipines) inculparen els caps japonesos de crims contra la pau, crims de guerra i crims contra la humanitat.

### En altres països
Segons la declaració de Moscou, els criminals que haguessin comès llurs actes en un sol país, serien extradits vers aquell país. Allà serien jutjats davant tribunals ordinaris (Noruega, Dinamarca, Iugoslàvia), tribunals especials (Txecoslovàquia, Polònia) o militars especials (Itàlia, Grècia). Aquests tribunals faran servir el tribunal establert al país, o crearan delictes especials amb efecte retroactiu, o ambdues coses alhora. Dos testimonis a Nuremberg Höß i Wisliceny, respectivament van ser jutjats a Polònia i Txecoslovàquia, condemnats a mort i penjats.
A Àustria, de 1945 a 1948, els tribunals condemnaren 10.694 persones per crims de guerra, principalment comesos sobre sòl austríac, dels quals 43 foren condemnats a la pena capital; però des de 1948 el procés de desnazificació s'extingí.

#### A França
A França, els processos de Klaus Barbie, en absència el 1952 i 1954, així com els de Karl Oberg i Helmut Knochen el 1954, es van poder desenvolupar així. Oberg i Knochen foren condemnats a mort i indultats pel president de la República. Barbie fou condemnat a mort en absència. Després de l'adopció per unanimitat de la imprescriptibilitat dels crims contra la humanitat per la llei de 26 de desembre de 1964, Paul Touvier, llavors condemnat a mort en absència per crims de guerra, reaparegué el 1975 després d'haver-se beneficiat d'una mesura de gràcia. Estava acusat especialment de crims contra la humanitat, però les sales d'acusació que s'ocuparen de l'afer refusaren d'obrir una instrucció, per causa d'incompetència. El Tribunal de Cassació va revocar les seves decisions, tot declarant-les competents, i validà la imprescriptibilitat dels crims contra la humanitat sobre els fets de què s'acusava a Touvier, però aquest desaparegué de nou.
El 1983 va tenir lloc un nou procés: es tractava, de nou, de Barbie, extradit de Bolívia. Havent prescrit els crims de guerra, només pogué ser jutjat per crims contra la humanitat (gràcies a la decisió del Tribunal de Cassació en el cas Touvier), amb la condició que no hi hagués hagut cap judici anterior sobre aquest tema. Només el genocidi jueu semblava reunir aquestes condicions, especialment el cas de les batudes de la casa d'Izieu (citat al Procés per Edgar Faure) i de la casa de l'UGIF. Però les associacions de resistents, que van ser les principals víctimes de les accions de Barbie, tractarien d'eixamplar la definició dels crims contra la humanitat, per tal d'incloure-hi els actes de resistència, amb la qual cosa aquests últims esdevindrien així imprescriptibles. Si bé la Sala d'acusació del tribunal d'apel·lació de Lió no adoptà llur punt de vista, el Tribunal de Cassació els va donar la raó. El fiscal general del Tribunal d'Apel·lació, Pierre Truche, hostil a aquest enfocament, remarcà :
| « | Mentre que a Nuremberg, la noció de crim de guerra havia absorbit la de crim contra la humanitat, aquí es va produir justament el fenomen invers. | » |

La nova definició plantejava immediatament un problema : Paul Touvier, reaparegut de nou, podia ser inculpat d'aquest crim ? El 1992, la sala d'instrucció de París va dictar una interlocutòria en què afirmava el següent: que en no haver practicat el règim de Vichy una política d'hegemonia ideològica, els seus funcionaris no podien ser jutjats com els del Tercer Reich. Truche, convertit en fiscal general al Tribunal d'Apel·lacions de París, obtingué del tribunal de cassació que considerés Touvier com a còmplice de la Gestapo. Prenent com a referència l'article 6 de l'Estatut de Nuremberg, Touvier fou condemnat, com Barbie, a cadena perpètua.
Finalment, el 1998, Maurice Papon fou condemnat per complicitat en crims contra la humanitat, segons el Codi penal de 1994, que integra en el dret francès les nocions de genocidi (articles 211-1 a 211-2) i d'altres crims contra la humanitat (articles 212-1 a 212-3).

#### A Israel

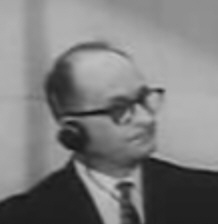
Eichmann al Procés

El 1960, mentre Alemanya reprenia les investigacions, Israël anuncià la captura d'Adolf Eichmann a l'Argentina, i el seu pròxim judici. Els principis del Procés eren calcats als de Nuremberg. Però el fiscal general donà la paraula als testimonis: va posar de manifest el genocidi. Filmat per la televisió i cobert de manera important pels mitjans de comunicació internacional, aquest Procés trasbalsà l'opinió i permeté als espectadors d'identificar-se amb les víctimes, en la qual cosa Nuremberg havia fracassat.

## Polèmiques
Es van produir diverses polèmiques, primer sobre la forma del procés, i després sobre el fons.

### Forma
El procés es va recolzar, gairebé de manera exclusiva, en proves administratives, tractats, declaracions, testimoniatges escrits, diaris, etc. Pocs testimonis, a part dels acusats, i encara menys per part de les víctimes. Aquesta llacuna va impedir potser que no fos detectada amb més rapidesa la política d'extermini de grups ètnics, anomenada « solució final », i la definició de crims contra la humanitat mantingué les persecucions jueves d'abans del 1939 i de després del 8 de maig de 1945 fora del procés.
Marie-Claude Vaillant-Couturier trobà que els debats eren lents, « extremadament meticulosos per a crims indiscutibles i una culpabilitat dels acusats que no ho era pas menys. Pensava que el que es buscava era guanyar temps per salvar caps. » Kessel declarà :
| « | En sí mateixes, les xifres, els textos, els documents comptables eren bastant pesats. | » |

### Punt de vista de la premsa

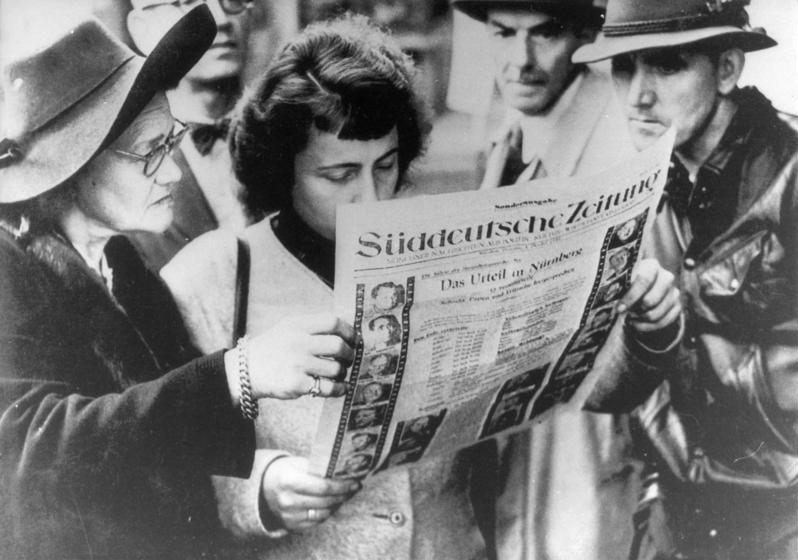
La premsa alemanya informa sobre el procés.

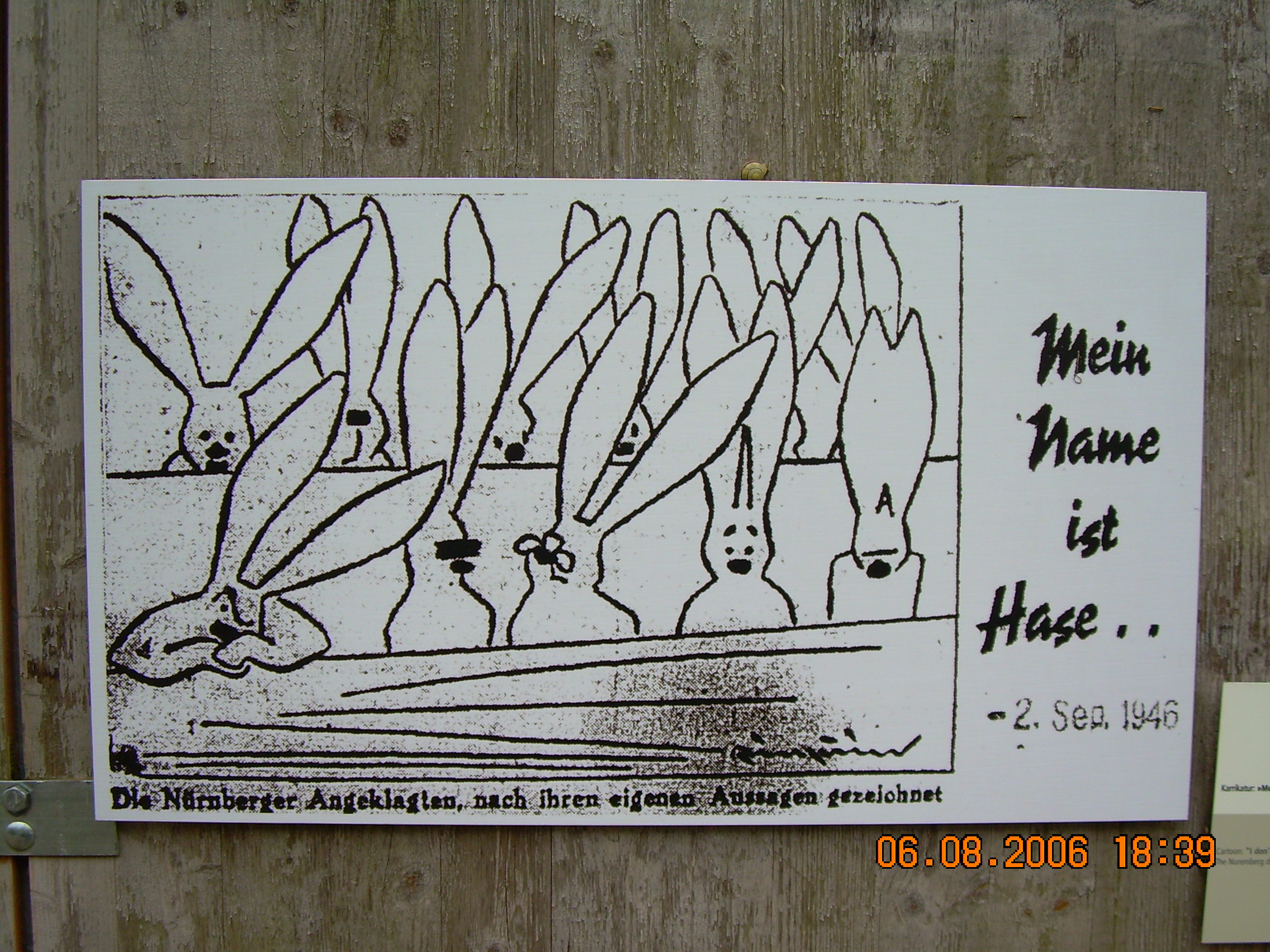
Caricatura alemanya feta el procés

Quan va finalitzar el procés, es van manifestar dues tendències a la premsa internacional, mentre que a la premsa alemanya, sota control dels aliats, no es permeté cap crítica forta.
D'entrada, la premsa soviètica, així com la d'altres països comunistes i la premsa d'esquerra francesa criticà les tres absolucions. Per a alguns periodistes, era
| « | la rehabilitació de la reacció militarista i capitalista alemanya. | » |

Als Estats Units i al Regne Unit, es va donar justament la reacció contrària: els mitjans de comunicació deploraren la duresa del veredicte. El senador Robert Taft parlà de violació de la justícia ; el comentarista militar anglès Fuller comparà els generals alemanys als jueus. Taft reprendrà aquesta comparació en afirmar que 
| « | trobar una diferència [entre la sort dels jueus i la dels generals] seria com buscar-li tres peus al gat. | » |

### Justícia internacional o venjança dels vencedors?
| «                                          | Si del que es tractava era de dur a judici els criminals, cal adonar-se que els tribunals jutgen casos, però que aquests casos també jutgen. No es pot instruir un procés quan hom no té realment la intenció d'alliberar els inculpats si llur culpabilitat no resulta provada clarament. L'opinió pública mundial no aprovarà mai un tribunal creat per condemnar i tot procés conduït per juristes dignes d'aquest nom només pot ser regular; no es pot esperar una paròdia de justícia que confirmi una decisió presa amb antelació. | » |
| — Robert H. Jackson, vers el juny de 1945. | |   |

Atès que es va refusar als defensors el dret de queixar-se de la selecció dels jutges, hi ha qui opina que el tribunal no era imparcial. El caràcter « internacional » dels jutges s'ha de ponderar pel fet que no eren, de fet, altra cosa que l'emanació dels principals vencedors; els països neutrals, colonitzats o aquells que sumàriament havien donat suport als aliats no estaven representats.
En el seu discurs d'obertura, Robert H. Jackson, representant del ministeri públic, declarava :
| « | La disparitat enorme que existeix entra la situació dels acusadors i la dels acusats podria desacreditar la nostra acció si dubtéssim a demostrar la nostra equitat i moderació, fins i tot en els punts menors […] No hem d'oblidar mai que els fets pels quals jutgem aquests acusats són aquells pels quals la Història ens jutjarà demà. Donar-los una copa enverinada, és portar-la també als nostres llavis. Hem d'acomplir la nostra tasca amb objectivitat i integritat intel·lectual, per tal que aquest procés representi per a la posteritat la realització de les aspiracions humanes a la justícia. | » |

Alguns haurien preferit que els nazis i llurs còmplices fossin jutjats per estats neutrals durant el conflicte, o bé per tribunals alemanys antinazis, com reprotxava el professor Ludwig Erhard, canceller de la RFA a partir de 1963 :
| « | Cal penedir-se del fet que a Nuremberg la llei fos aplicada en exclusiva pels vencedors. La promesa que, malgrat això, el dret de gents, i no el dels vencedors, seria aplicat, hauria estat més convincent si l'espasa de la llei s'hagués deixat en mans de potències neutrals. És cert que n'hi va haver pocs de neutrals durant aquesta guerra, però hi hagué tanmateix Suïssa, Suècia, Portugal, països en els quals no hi manquen especialistes en dret internacional i jutges experimentats. Finalment, la confiança en la jurisprudència d'aquest Tribunal i l'efecte moral del judici haurien estat més grans en els alemanys si en aquest procés, on tots els acusats eren alemanys, hi hagués hagut jutges alemanys. | » |

Alguns historiadors, com ara Joseph Rovan, deportat a Dachau, o l'alemany Rudolf von Thadden van deplorar ens els anys 1990 que els Aliats haguessin considerat que tots els alemanys s'havien adherit a l'ideal nazi, i que no haguessin tingut en compte els crims perpetrats abans de la guerra.

### Justícia retroactiva?
El caràcter alhora retroactiu i ad hoc de les definicions de crim de guerra i de crim contra la humanitat fou un punt de fricció amb els fonaments del dret, que tenen com a principi la irretroactivitat de les lleis penals. De tota manera, aquest principi no havia estat objecte d'un tractat internacional, fins al 1945 almenys.
Alguns articles de l'Estatut, especialment el 19 i 21, que redueixen les regles tècniques d'establiment de proves, susciten igualment debat i permeten de posar en qüestió, a posteriori, la validesa d'alguns arguments presentats per l'acusació. Han estat i són encara avui objecte de polèmica a la premsa antisionista.
L'acusació de crims contra la pau presenta igualment un punt feble: certament, Alemanya va violar els acords internacionals que havia subscrit. Però no estava previst que aquests pactes apleguessin els individus: només els Estats estaven obligats a respectar els termes del tractat. Dit d'una altra manera, no es pot imputar una sanció rellevant de dret penal a cap dels acusats per raó d'aquesta inculpació.
Finalment, la interdicció d'evocar el «tu quoque » fragilitzà igualment l'acusació.

### Crims dels Aliats

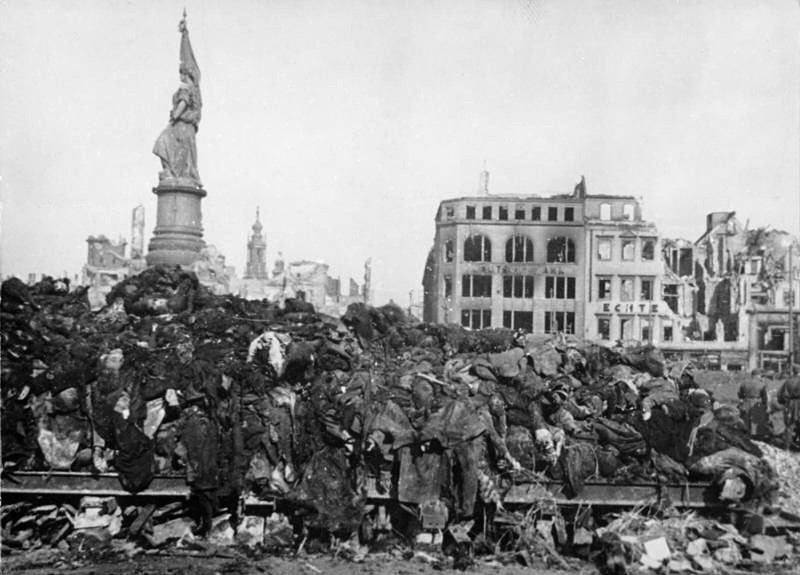
Pila de cadàvers després del bombardeig de Dresden.

Malgrat els esforços dels jutges i fiscals soviètics, el paper de l'URSS durant la invasió de Polònia i la seva participació en aquesta foren citades durant el procés. Si els debats al voltant de la massacre de Katin o sobre el torpedinament del Wilhelm Gustloff no es van resoldre, no hi ha dubte que els aliats també van cometre crims de guerra. Nogensmenys, l'historiador d'origen polonès Bronisław Baczko reconegué que si aquests crims podien ésser qualificats com a tals, 
| « | és gràcies a la jurisdicció de Nuremberg | » |

Anant més lluny que la simple acusació de l'URSS, Casamayor, entre d'altres, reprotxà als Aliats la diferència de tractament entre les massacres de civils russos a Ucraïna, i els bombardejos de Dresden, Hiroshima i Nagasaki. Poliakov escriurà : 
| « | a partir d'ara, hi ha dues menes de dret internacional, un per als alemanys, l'altra per a la resta del món. | » |

Per la seva banda, Varaut va afirmar que
| « | Si els bombardejos indiscriminats de Londres i la utilització d'armes de represàlies, com ara els coets V-1 i V-2, no figuren a l'escrit d'acusació, és sens dubte per no incloure els bombardejos indiscriminats de la R.A.F. damunt poblacions civils, dels quals el bombardeig de fòsfor de Dresden, constitueix el paroxisme. | » |

## Herències del procés

### Justícia internacional
L'Assemblea General de les Nacions Unides va confirmar l'11 de desembre de 1946 « els principis de dret internacional reconeguts per l'Estatut del tribunal de Nuremberg i per la sentència d'aquest », i els va atorgar un valor permament. El novembre de 1947 l'ONU va crear una comissió de dret internacional.
No obstant això, aquestes decisions no donarien cap resultat en els fets. El 1967, per exemple, una comissió va rebre l'encàrrc, per part de l'Associació Internacional de Juristes Demòcrates, de determinar si els estatunidencs havien comès crims de guerra al Vietnam. Segons un dels seus membres, el degà Maurice Cornil, « el projecte de constituir un tribunal permanent de crims de guerra fou bloquejat des del 1953 per causa, per menyspreu, de la definició d'agressió. ». El 1971, el procés de soldats americans acusats d'una massacre a My Lai no feu menció enlloc de crims de guerra. De tota manera, el jurista neerlandès Willem Pompe va formular així el dret penal internacional :
| « | Mentre no hi ha un codi penal internacional, o aquest no estigui ratificat per les Nacions Unides, les lleis de Nuremberg romanen com a lleis vàlides i aplicables en virtut de la sentència de Nuremberg, confirmada per decisió de les Nacions Unides. | » |

En matèria de justícia internacional, no hi hagut d'entrada més que dos processos de justícia internacional duts a terme davant dels tribunals internacionals de justícia: el de la Haia per als crims comesos a l'ex-Iugoslàvia i el d'Arusha per als comesos a Ruanda (TPIR). El funcionament del segon, que jutjava els crims d'una guerra que encara no havia acabat en el moment del procés, fou molt criticat.
El 1998, en virtut del tractat de Roma, fou finalment creada la Cort Penal Internacional que té la seu a La Haia.

### Principis ètics i polítics desenvolupats
Hom deu als Principis de Nuremberg, un document jurídic realitzat durant aquest procés, la definició dels crims contra la pau i dels crims contra la humanitat. A més, els experiments mèdics duts a terme pels metges nazis van conduir, al final del « Judici dels metges », a la creació del Codi de Nuremberg que fixa principis en matèria d'experimentació mèdica sobre éssers humans.
La definició de genocidi és un resultat directe del judici. El terme genocidi és utilitzat així per definir els crims de guerra (i no els crims contra la humanitat) en la resolució de 1946 de l'ONU, i després en la « convenció per a la prevenció i la repressió del crim de genocidi », adoptada a l'ONU el 9 de desembre de 1948. El text reprèn essencialment la definició de l'Estatut.
El concepte d'« ètica de la recerca » va sorgir de la República de Weimar, però calgué esperar al final de la Segona Guerra Mundial per veure'l emergir, especialment a través del Codi de Nuremberg.
En 1964, es va endegar un debat sobre la prescripció dels crims contra la humanitat : en efecte, en la major part de legislacions, la prescripció és de 20 anys i en aquell moment la data ja era a prop. Així, a França i a Alemanya, i després a l'ONU el 1968, es va declarar la imprescriptibilitat dels crims contra la humanitat.

### Herència mediàtica
Els documentals sobre els camps de concentració projectats en el judici van marcar profundament l'opinió pública, i ajudaren a difondre imatges de les atrocitats comeses pels nazis. El judici va ser filmat pel cineasta nord-americà John Ford. Si bé la pel·lícula del judici és important, les d'Eichmann i Barbie van ajudar a no oblidar els principis de Nuremberg.